# Harold Wilson
James Harold Wilson, Baron Wilson of Rievaulx, född 11 mars 1916 i Huddersfield, West Yorkshire, död 23 maj 1995 i London, var en brittisk nationalekonom och politiker (Labour). Han var  premiärminister två gånger, från 1964 till 1970 och igen från 1974 till 1976. Han var ledare för Labourpartiet från 1963 till 1976, ledare för oppositionen två gånger från 1963 till 1964 och igen från 1970 till 1974, och parlamentsledamot från 1945 till 1983. Wilson är den ende Labourledaren som har bildat regeringar efter fyra allmänna val. Wilson vann fler val än någon annan brittisk premiärminister under 1900-talet, valen 1964, 1966 samt valen i februari och oktober 1974, om än oftast med liten eller ingen majoritet. Han anses också av många har varit en av de mer intellektuella politikerna under tidsperioden. Under hans första två regeringar fanns ministerposten teknikminister.
Wilson föddes i Huddersfield, Yorkshire, i en politiskt aktiv lägre medelklassfamilj, och studerade en kombinerad examen i filosofi, politik och ekonomi vid Jesus College, Oxford. Han var senare lektor i ekonomisk historia vid New College, Oxford, och forskare vid University College, Oxford. Wilson valdes in i parlamentet 1945 och utsågs till parlamentssekreterare i Clement Attlees regering. Han blev minister för utrikeshandel 1947 och upphöjdes kort därefter till kabinettet som ordförande för Board of Trade. Efter Labours nederlag i valet 1955 gick Wilson med i skuggkabinettet som skuggkansler och flyttades till rollen som skuggutrikesminister 1961. När Labourledaren Hugh Gaitskell plötsligt avled i januari 1963 vann Wilson det efterföljande ledarvalet för att ersätta honom och blev oppositionsledare.
Wilson ledde Labour till en knapp seger i valet 1964. Hans första period som premiärminister präglades av låg arbetslöshet och ekonomiskt välstånd. Detta hindrades dock av betydande problem med Storbritanniens externa betalningsbalans. Hans regering genomdrev betydande samhällsförändringar, avskaffade både dödsstraff och teatercensur, avkriminaliserade delvis manlig homosexualitet i England och Wales, mjukade upp skilsmässolagarna, begränsade invandringen, kriminaliserade rasdiskriminering och liberaliserade födelsekontroll- och abortlagstiftningen. Mitt i detta program utlyste Wilson nyval 1966, som Labour vann med en mycket större majoritet. Hans regering beväpnade Nigeria under Biafrakriget. 1969 skickade han brittiska trupper till Nordirland. Efter att ha förlorat valet 1970 till Edward Heaths konservativa parti valde Wilson att stanna kvar i Labours ledning och återtog rollen som oppositionsledare i fyra år innan han ledde Labour fram till valet i februari 1974, vilket resulterade i ett hängt parlament. Wilson utsågs till premiärminister för andra gången. Han utlyste nyval i oktober 1974, vilket gav Labour en knapp majoritet. Under sin andra mandatperiod som premiärminister övervakade Wilson den folkomröstning som bekräftade Storbritanniens medlemskap i Europeiska gemenskaperna.
I mars 1976 meddelade Wilson plötsligt att han skulle avgå som premiärminister. Han stannade i Underhuset tills han gick i pension 1983 då han upphöjdes till Överhuset som Lord Wilson of Rievaulx. Även om han av beundrare sågs som den som ledde Labourpartiet genom svåra politiska frågor med stor skicklighet, var Wilsons rykte lågt när han lämnade ämbetet och är fortfarande omtvistat i historieskrivningen. En del forskare lovordar hans exempellösa valframgång för att vara en Labour-premiärminister och hans holistiska syn på styre, medan andra kritiserar hans politiska stil och hantering av ekonomiska frågor. Flera viktiga frågor som han ställdes inför som premiärminister var det offentliga ägandets roll, om Storbritannien skulle söka medlemskap i Europeiska gemenskaperna och brittisk inblandning i Vietnamkriget. Hans uttalade ambitioner om att avsevärt förbättra Storbritanniens långsiktiga ekonomiska resultat, tillämpa teknik mer demokratiskt och minska ojämlikheten uppfylldes till viss del inte.

## Uppväxt
Wilson föddes på Warneford Road, Cowlersley, i de västra förorterna till bruksorten Huddersfield, i West Riding of Yorkshire, England, den 11 mars 1916. Han kom från en politisk familj: hans far James Herbert Wilson var en arbetskemist som hade varit aktiv i det liberala partiet och tjänstgjort som Winston Churchills ställföreträdande valombud i ett fyllnadsval 1908, men senare gått med i Labourpartiet. Hans mor Ethel (född Seddon) var lärare innan hon gifte sig. År 1901 bosatte sig hennes bror Harold Seddon i Western Australia och blev den 8:e ordföranden för Western Australian Legislative Council 1946. När Wilson var åtta år besökte han London och ett mycket reproducerat fotografi togs av honom stående på tröskeln till 10 Downing Street. Vid tio års ålder åkte han med sin familj till Australien, där han blev fascinerad av politikens pompa och ståt. På vägen hem sa han till sin mamma: "Jag ska bli premiärminister."

### Studier

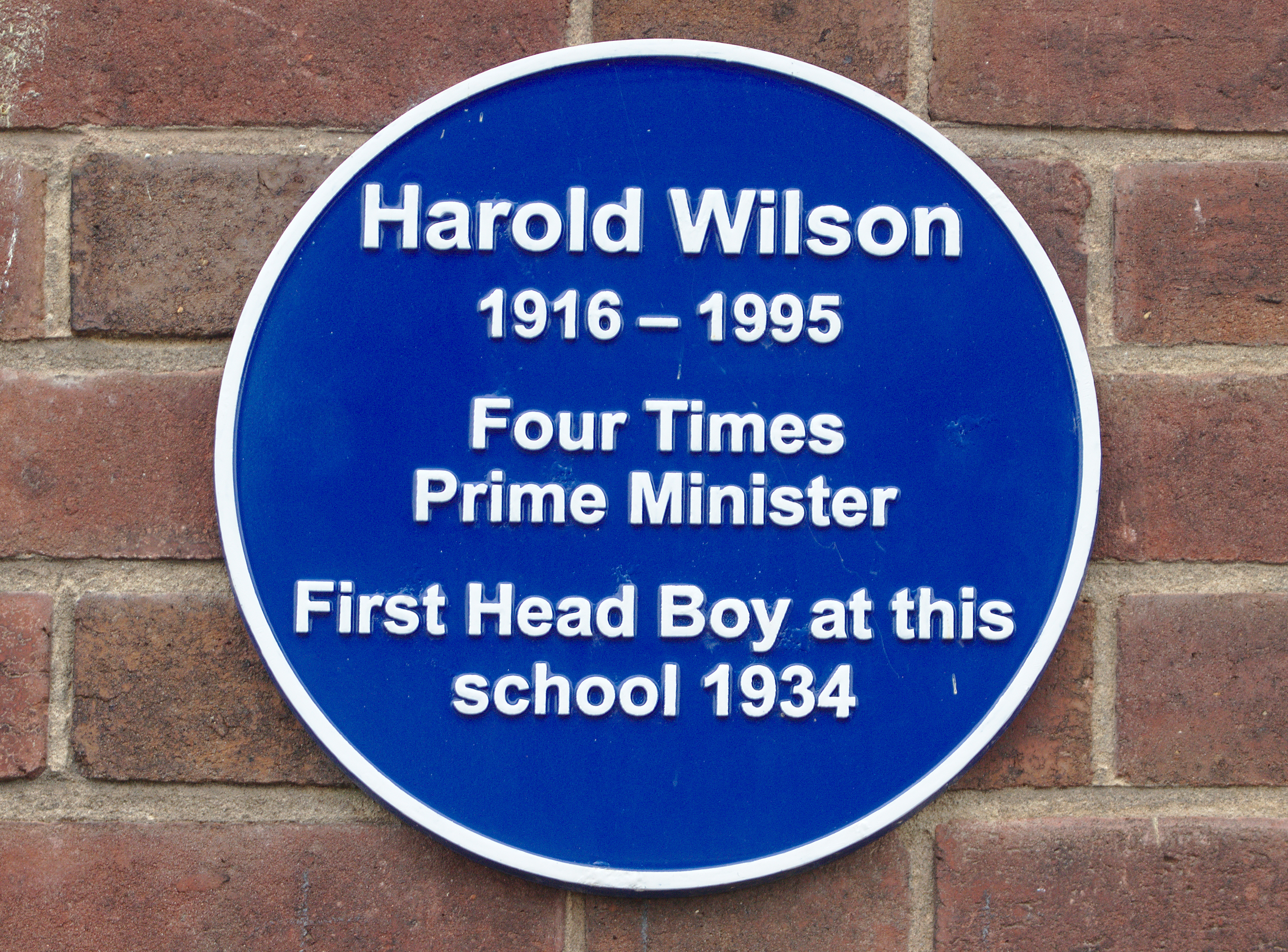
Plakett utanför Wirral Grammar School for Boys till minne av Harold Wilsons skoltid där.

Wilson fick ett stipendium för att gå på Royds Hall Grammar School, hans lokala läroverk (nu en grundskola) i Huddersfield, Yorkshire. Hans far, som arbetade som industrikemist, blev uppsagd i december 1930 och det tog honom nästan två år att hitta ett arbete. Han flyttade till Spital på Wirralhalvön för att göra det. Wilson fortsatte sin utbildning i Sixth Form vid Wirral Grammar School for Boys, där han blev Head Boy.
Wilson gjorde bra ifrån sig i skolan och även om han missade att få ett stipendium fick han en gratifikation. Detta, kompletterat med ett stipendium från kommunen, gjorde det möjligt för honom att studera vid Jesus College, Oxford från 1934. I Oxford var Wilson måttligt aktiv i politiken som medlem av det liberala partiet, men var starkt influerad av G. D. H. Cole. Hans lärare i politik, R. B. McCallum, ansåg att Wilson var den bästa elev han någonsin haft. Han tog examen i PPE (filosofi, politik och ekonomi) med "en enastående första klassens Bachelor of Arts-examen, med alfa på varje papper" i slutproven och en rad stora akademiska utmärkelser. Levnadstecknaren Roy Jenkins skrev:
Akademiskt placerar hans resultat honom bland premiärministrar i kategorin Peel, Gladstone, Asquith och ingen annan. Men... Han saknade originalitet. Vad han var suverän på var att snabbt tillägna sig kunskap, i kombination med en förmåga att hålla den i ordning i sitt sinne och att presentera den klart i en form som var välkommen för hans examinatorer.
Han fortsatte inom den akademiska världen och blev vid 21 års ålder en av århundradets yngsta Oxfordlärare. Han var lektor i ekonomisk historia vid New College från 1937 och forskare vid University College.

### Militärtjänst och krig
Vid andra världskrigets utbrott 1939 anmälde sig Wilson som frivillig till militärtjänst, men klassades som specialist och gick istället in i den civila tjänsten. Under en stor del av denna tid var han forskningsassistent till William Beveridge, Master of University College, i dennes studier inför Beveridgerapporten (1942) som bland annat förespråkade socialförsäkringar. Wilson blev senare statistiker och ekonom för kolindustrin. 1943-44 var han chef för ekonomi och statistik vid ministeriet för bränsle och kraft 1943-44 och utnämndes till OBE för sina tjänster.
Han skulle fortsätta att vara passionerat intresserad av statistik och blev medlem av Royal Statistical Society 1943. Som ordförande för Board of Trade var han den drivande kraften bakom Statistics of Trade Act 1947, som fortfarande är den myndighet som styr den mesta ekonomiska statistiken i Storbritannien. Som premiärminister spelade han en avgörande roll vid utnämningen av Claus Moser till chef för den centrala statistikbyrån, och var ordförande för Royal Statistical Society mellan 1972 och 1973. 1940 han gifte sig med Mary Wilson.

## Parlamentsledamot (1945-1947)
När kriget närmade sig sitt slut letade han efter en plats att ställa upp i det förestående valet. Han valdes för valkretsen Ormskirk, som då innehades av Stephen King-Hall. Wilson gick med på att bli antagen som kandidat omedelbart i stället för att vänta tills valet utlystes, och var därför tvungen att avgå från sin position inom statsförvaltningen. Han tjänstgjorde som lektor i ekonomi vid University College mellan sin avgång och sitt inval i underhuset. Han använde också denna tid till att skriva A New Deal for Coal, som använde sin krigserfarenhet för att argumentera för nationalisering av kolgruvorna på grund av den förbättrade effektivitet som han förutspådde skulle följa.
I valet 1945 vann Wilson sin plats i Labours jordskredsseger. Till sin förvåning blev han omedelbart utnämnd till regeringen av premiärminister Clement Attlee som parlamentssekreterare vid arbetsministeriet. Två år senare blev han minister för utrikeshandel, i vilken egenskap han gjorde flera officiella resor till Sovjetunionen för att förhandla om leveranskontrakt.
Gränserna för hans valkrets Ormskirk ändrades avsevärt inför valet 1950. Han kandiderade istället till det nya sätet Huyton nära Liverpool, och blev invald med knapp marginal. Han tjänstgjorde där i 33 år fram till 1983.

## Statsråd (1947–1951)

### Handelsminister
Wilson utsågs till ordförande för Board of Trade (Handelsstyrelsen) den 29 september 1947 och blev, vid 31 års ålder, den yngsta medlemmen i ett brittiskt kabinett under 1900-talet sedan William Pitt den yngre 1792. Till en början förespråkade Wilson en mer interventionistisk politik och äskade krav på att regeringstjänstemän skulle sitta i privata styrelser, ytterligare prisreglering och förstatligande av privata industrier som motsatte sig regeringens politik. Han övergav dock dessa planer efter att hans kollegor inte höll med. Han gjorde det till en prioritet att minska ransoneringen under kriget, som han kallade en "brasa av kontroller". Wilson ansåg att det stora antalet krigstida kontroller bromsade omvandlingen till välstånd i fredstid och han var fast besluten att ta bort dem så fort som möjligt. Han avskaffade ransoneringen av potatis, bröd och sylt, liksom skor och en del andra klädkontroller.
I november 1948 meddelade Wilson att hans Board of Trade hade tagit bort behovet av över 200 000 licenser och tillstånd. I mars 1949 lovade han att ta bort behovet för ytterligare 900 000, trots att kött fortfarande var en bristvara och fortfarande var ransonerat, liksom bensin. Henry Irvine hävdar att Wilsons framgång med kontrollbrasan etablerade hans rykte som en moderniseringsspecialist, både hos allmänheten och den politiska eliten. Irving hävdar också att tidpunkten för valet och särskilt den publicitet som Wilson ägnade åt brasan representerade de framväxande färdigheterna hos en briljant ung politiker. Även om varje större brasa var motiverad med tanke på de tekniska ekonomiska fördelarna, valdes den ut och fick stor publicitet för att nå en så stor publik som möjligt så att alla kunde förstå att deras bröd och sylt blev gratis igen.

### Tre ambitiösa unga män
I mitten av 1949, när finansminister Stafford Cripps hade rest till Schweiz i ett försök att återfå sin hälsa, var Wilson en av en grupp av tre unga ministrar, alla före detta ekonomiministrar och krigstjänstemän, som sammankallades för att ge premiärminister Attlee råd i finansiella frågor. De andra var Douglas Jay (biträdande finansminister) och Hugh Gaitskell (bränsle- och energiminister), som båda snart började misstro honom. Jay skrev om Wilsons roll i debatterna om huruvida man skulle devalvera pundet eller inte att "han bytte sida tre gånger inom åtta dagar och det slutade med att han hade två olika åsikter". Wilson fick under sin semester i Schweiz i uppdrag att ta med sig ett brev till Cripps där han informerades om beslutet att devalvera, vilket Cripps hade motsatt sig. Wilson hade skadat sitt rykte i både politiska och officiella kretsar. Även om han var en framgångsrik minister betraktades han som självgod. Han var inte på allvar övervägd för jobbet som kansler när Cripps avgick i oktober 1950 – det gavs till Gaitskell – möjligen delvis på grund av hans försiktiga roll under devalveringen.
Wilson blev känd inom Labourpartiet som en vänsteranhängare, och anslöt sig till Aneurin Bevan och John Freeman när de avgick från regeringen i april 1951 i protest mot införandet av National Health Service (NHS) medicinska avgifter för att möta de ekonomiska krav som Koreakriget ställde. Vid den här tiden betraktades Wilson ännu inte som en tungviktspolitiker: Hugh Dalton refererade hånfullt till honom som "Nye [Bevan]s hund".
Efter att Labour förlorat valet 1951 blev han ordförande för Bevans politiska grupp Keep Left. Vid den bittra Morecambe-konferensen i slutet av 1952 var Wilson en av de bevaniter som valdes in som valkretsrepresentanter i Labours nationella verkställande kommitté (NEC), medan äldre högerpolitiker som Dalton och Herbert Morrison röstades bort.

## I opposition (1951–1964)

### Skuggkabinett 1954–1963

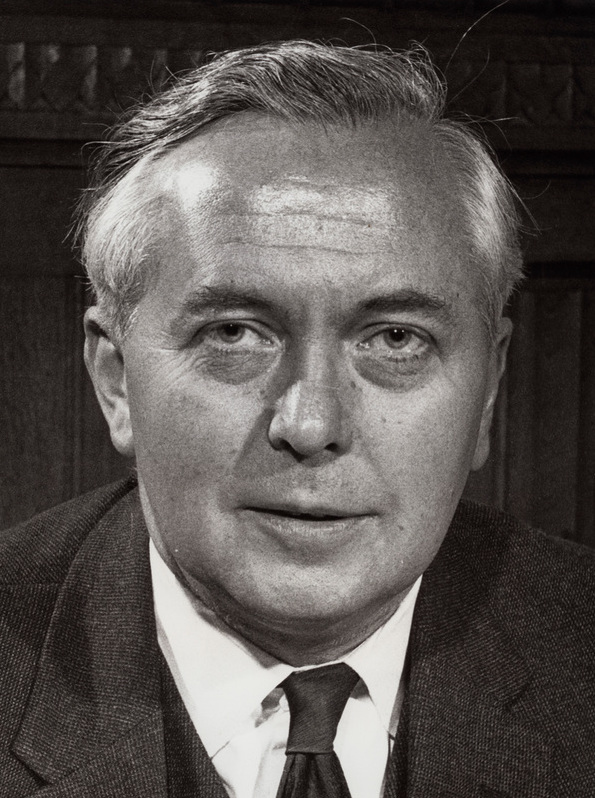
Wilson 1962

Wilson hade aldrig gjort någon större hemlighet av att hans stöd till vänsterpolitikern Aneurin Bevan var opportunistiskt. I början av 1954 avgick Bevan från skuggkabinettet (som valdes av Labours parlamentsledamöter när partiet var i opposition) på grund av Labours stöd för inrättandet av Southeast Asia Treaty Organization (SEATO). Wilson, som hade kommit tvåa i valet, klev fram för att fylla den vakanta platsen. Han stöddes i detta av Richard Crossman, men hans agerande retade upp Bevan och de andra bevaniterna.
Wilsons kurs i partiinterna frågor under 1950-talet och början av 1960-talet gjorde att han varken blev helt accepterad eller betrodd av vänstern eller högern i Labourpartiet. Trots sitt tidigare samröre med Bevan stödde han 1955 Hugh Gaitskell, högerkandidaten i Labourpartiets interna termer, mot Bevan i partiledarvalet. Gaitskell utnämnde honom till skuggfinansminister 1955, och han visade sig vara mycket effektiv. En av hans procedurmässiga åtgärder orsakade en betydande försening av arbetet med regeringens finansproposition 1955, och hans tal som skuggfinansminister från 1956 fick mycket beröm för sin tydlighet och kvickhet. Han myntade uttrycket "Zürichs tomtar" för att förlöjliga schweiziska bankirer för att de sålde Storbritannien kort och pressade ner det brittiska pundet genom spekulation. Han genomförde en undersökning av Labourpartiets organisation efter dess nederlag i valet 1955. Rapporten jämförde Labours organisation med en föråldrad "Höghjuling"-cykel och gav olika rekommendationer till förbättringar. För ovanlighetens skull kombinerade Wilson jobbet som ordförande för Underhusets utskott för offentliga räkenskaper med jobbet som skuggkansler från 1959, en post han innehade till 1963.
Gaitskells ledarskap försvagades efter Labourpartiets nederlag 1959, hans kontroversiella försök att överge Labours löfte om nationalisering genom att skrota paragraf fyra, och hans nederlag vid partikongressen 1960 över en motion som stödde ensidig kärnvapennedrustning. Bevan hade avlidit i juli 1960, så Wilson etablerade sig som en ledare för Labourvänstern genom att lansera en opportunistisk men misslyckad utmaning av Gaitskells ledarskap i november 1960. Wilson skulle senare komma att bli skuggutrikesminister 1961, innan han utmanade om posten som vice utrikesminister 1962 men besegrades av George Brown.

### Oppositionsledare 1963–1964

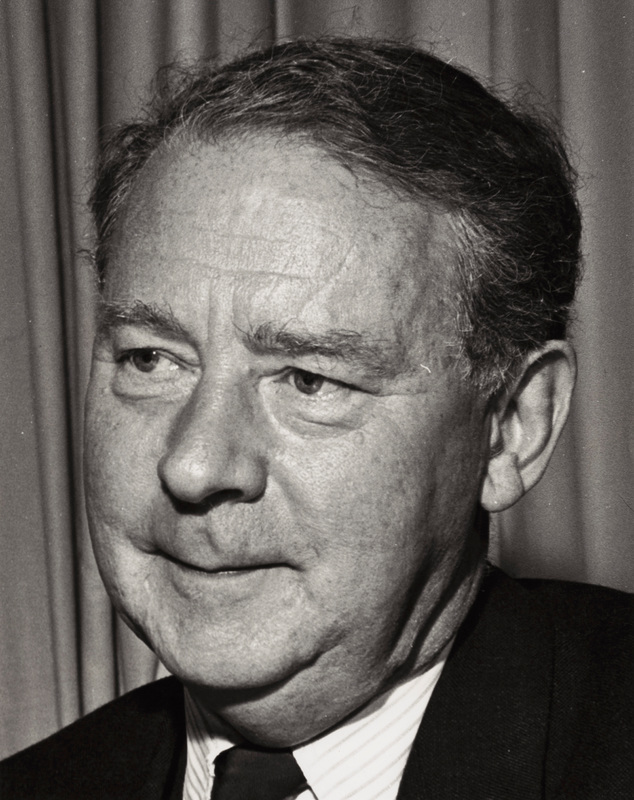
Hugh Gaitskell var partiledare för Labourpartiet sedan 1955 men avled hastigt 1963. Wilson vann det efterföljande partiledarvalet och även det nationella valet 1964.

Gaitskell dog i januari 1963, precis när Labourpartiet hade börjat enas och verkade ha en mycket god chans att vinna nästa val, då Macmillan-regeringen fick problem. Timothy Heppell har undersökt hur Wilson vann Labours partiledarval. Wilson hade fjärmat sig från partiets högerflygel genom sina ilskna försök att besegra Gaitskell 1960 i kampen om ledarskapet och George Brown 1962 i kampen om partiledare. Dessa missöden gav Wilson ett rykte om sig att vara illojal och splittrande. Heppell identifierar tre faktorer som gjorde att Wilson övervann dessa nackdelar. För det första hade han enat partiets vänsterflygel bakom sig och de visade ingen kompromissvilja. För det andra var högerflygeln, även om den var större, djupt splittrad mellan Brown och James Callaghan. Wilson tog ledningen i den första omröstningen och fick upp farten i den andra. Slutligen visade sig Brown vara en dålig kampanjarbetare som betonade splittrande faktorer snarare än sina egna meriter, vilket gjorde det möjligt för Wilson att överraskande nog framstå som enhetskandidaten och därmed bli ledare för Labourpartiet och ledare för oppositionen.
Vid partiets årliga konferens 1963 höll Wilson sitt mest ihågkomna tal om konsekvenserna av vetenskaplig och teknologisk förändring. Han hävdade att "det Storbritannien som kommer att formas i denna revolutions vita hetta kommer inte att vara någon plats för restriktiva metoder eller för föråldrade åtgärder på någondera sidan av industrin". Detta tal gjorde mycket för att sätta Wilsons rykte som en teknokrat som inte var bunden till det rådande klassystemet.
Labours valkampanj 1964 fick hjälp av Profumoaffären, en sexskandal som hade rubbat Harold Macmillans styre allvarligt och skadat de konservativa. Wilson tjänade på affären utan att engagera sig i de mindre hälsosamma aspekterna. (När han ombads att uttala sig om skandalen ska han ha sagt "Inga kommentarer ... i härlig Technicolor!") Sir Alec Douglas-Home var en aristokrat som hade gett upp sin pärsvärdighet för att sitta i Underhuset och bli premiärminister när Macmillan avgick. På Wilsons kommentar att han inte hade någon kontakt med vanliga människor eftersom han var den 14:e earlen av Home, svarade Home: "Jag antar att Mr. Wilson är den fjortonde Mr. Wilson".

## Den första Wilson-regeringen (1964–1970)

### Valet
Labour vann valet 1964 med en knapp majoritet på fyra platser, och Wilson blev premiärminister. Med sina 48 år var han den yngsta personen att inneha den posten sedan Lord Rosebery 70 år tidigare. Under 1965 minskade förlusterna i fyllnadsvalen regeringens majoritet till ett enda mandat. Men i mars 1966 tog Wilson risken att utlysa ett nytt nyval. Chansningen lönade sig, för den här gången uppnådde Labour en majoritet på 96 mandat över de konservativa, som året innan hade gjort Edward Heath till sin ledare.

### Inrikes frågor
Wilsons målsättning var att modernisera Storbritannien och han räknade med att den tekniska revolutionen skulle hjälpa honom med detta. Labourregeringen 1964-1970 genomförde en lång rad reformer under sin tid vid makten, inom områden som social trygghet, medborgerliga friheter, bostäder, hälsa, utbildning, och arbetstagares rättigheter.
Det är kanske mest ihågkommet för de liberala sociala reformer som introducerades eller stöddes av inrikesminister Roy Jenkins. Bland dessa kan nämnas den partiella avkriminaliseringen av manlig homosexualitet och abort, reformen av skilsmässolagstiftningen, avskaffandet av teatercensur och dödsstraff (med undantag för ett litet antal brott – särskilt högförräderi) och olika lagar som tog itu med rasrelationer och rasdiskriminering.
Hans regering vidtog också åtgärder för att lätta på behovsprövningen av icke avgiftsfinansierade socialbidrag, för att knyta pensionerna till inkomsterna och för att tillhandahålla förmåner vid arbetsskador. Wilsons regering genomförde också betydande reformer inom utbildningen, framför allt genom att utvidga den omfattande utbildningen och grunda det öppna universitetet.

#### Ekonomisk politik
Wilsons regering satte sin tilltro till ekonomisk planering som ett sätt att lösa Storbritanniens ekonomiska problem. Regeringens strategi gick ut på att inrätta ett departement för ekonomiska frågor (Department of Economic Affairs - DEA) som skulle utarbeta en nationell plan som var avsedd att främja tillväxt och investeringar. Wilson ansåg att vetenskapliga framsteg var nyckeln till ekonomiskt och socialt framåtskridande, och därför hänvisade han till "den vita hettan i tekniken", med hänvisning till moderniseringen av den brittiska industrin. Detta skulle uppnås genom ett nytt teknikministerium (förkortat till "Mintech") som skulle samordna forskning och utveckling och stödja ett snabbt införande av ny teknik inom industrin, med hjälp av statligt finansierade infrastrukturförbättringar.
I praktiken fick dock händelserna en stor del av den ursprungliga optimismen att spåra ur. När regeringen kom till makten informerades den om att den hade ärvt ett exceptionellt stort underskott på 800 miljoner pund i Storbritanniens handelsbalans. Detta speglade delvis den föregående regeringens expansiva finanspolitik inför valet 1964. Omedelbart kom pundet under enorm press, och många ekonomer förespråkade en devalvering av pundet som svar, men Wilson motsatte sig, enligt uppgift delvis på grund av oro för att Labour, som tidigare hade devalverat pundet 1949, skulle bli märkt som "devalveringspartiet". Wilson trodde också att en devalvering skulle drabba låginkomsttagare med besparingar oproportionerligt hårt och fattigare samväldesländer i pundområdet. Regeringen valde istället att ta itu med problemet genom att införa en tillfällig tilläggsavgift på import och en rad deflationsåtgärder för att minska efterfrågan och därmed inflödet av import. Under senare hälften av 1967 gjordes ett försök att förhindra att recessionen i den ekonomiska aktiviteten gick för långt i form av en stimulans till konsumtionen av varaktiga konsumtionsvaror genom lättnader i kreditgivningen, vilket i sin tur förhindrade en ökning av arbetslösheten.
Efter en kostsam kamp tvingade marknadstrycket regeringen att devalvera pundet med 14% från 2,80 dollar till 2,40 dollar i november 1967. Finansminister James Callaghan hade motsatt sig devalveringen, och den genomfördes efter att Wilson flyttat Callaghan till en annan ministerpost. Wilson fick mycket kritik för en sändning strax därefter där han försäkrade lyssnarna om att "pundet i fickan" inte hade förlorat sitt värde. Den ekonomiska utvecklingen visade en viss förbättring efter devalveringen, som ekonomer hade förutspått. Devalveringen, med åtföljande åtstramningsåtgärder som säkerställde att resurser gick till export snarare än inhemsk konsumtion, lyckades återställa handelsbalansen till överskott 1969. I efterhand har Wilson fått mycket kritik för att han inte devalverat tidigare, men han ansåg att det fanns starka argument mot det, bland annat rädslan för att det skulle utlösa en omgång av konkurrensdevalveringar, och oro för den inverkan prisökningar efter en devalvering skulle ha på människor med låga inkomster.
Regeringens beslut under de första tre åren att försvara pundets paritet med traditionella deflationsåtgärder gick stick i stäv med förhoppningarna om en expansionistisk satsning på tillväxt. Den nationella plan som DEA utarbetade 1965 hade som mål att uppnå en årlig tillväxttakt på 3,8%, men under de återhållsamma omständigheterna var den faktiska genomsnittliga tillväxttakten mellan 1964 och 1970 mycket mer blygsamma 2,2%. Själva DEA avvecklades 1969. Regeringens andra huvudinitiativ, Mintech, hade viss framgång när det gällde att flytta utgifter för forskning och utveckling från militära till civila ändamål och att uppnå ökningar av den industriella produktiviteten, även om det visade sig vara svårare än man hade hoppats på att övertyga industrin att ta till sig ny teknik. Tron på vägledande planering som en väg till tillväxt, förkroppsligad i DEA och Mintech, var vid den tiden på intet sätt begränsad till Labourpartiet. Wilson byggde vidare på den grund som hade lagts av hans konservativa föregångare, till exempel i form av National Economic Development Council (känt som "Neddy") och dess regionala motsvarigheter (de "små Neddies"). De statliga ingripandena i industrin förbättrades avsevärt, med National Economic Development Office som stärktes kraftigt och antalet "små Neddies" ökades, från åtta år 1964 till tjugoen år 1970. Regeringens politik med selektiva ekonomiska ingripanden kännetecknades senare av inrättandet av ett nytt superteknologiministerium, ett sammanhang som inte alltid var allmänt förstått, under Tony Benn.
Den fortsatta relevansen av industriell nationalisering (en central del av efterkrigstidens Labourregerings program) hade varit en huvudfråga i Labours interna strider under 1950-talet och början av 1960-talet. Wilsons föregångare som ledare, Hugh Gaitskell, hade 1960 försökt ta itu med kontroversen direkt, med ett förslag om att stryka paragraf fyra (klausulen om offentligt ägande) från partiets stadgar, men hade tvingats avgå. Wilson tog ett karakteristiskt mer subtilt tillvägagångssätt: Ingen betydande expansion av det offentliga ägandet ägde rum under Wilsons regering, men han blidkade partiets vänsterflygel genom att åternationalisera stålindustrin under Iron and Steel Act 1967 (som hade avnationaliserats av de konservativa på 1950-talet) och skapade British Steel.
En innovation av Wilson-regeringen var skapandet 1968 av Girobank, en offentligt ägd bank som drevs via General Post Office-nätverket: Eftersom de flesta arbetarklassmänniskor på 1960-talet inte hade bankkonton, var detta utformat för att tjäna deras behov, som sådan fakturerades det som "folkets bank". Girobank var en långsiktig framgång som överlevde fram till 2003.
Wilsons regering hade en arbetslöshet som var låg med historiska (och senare) mått mätt, men som steg under hans tid vid makten. Mellan 1964 och 1966 var den genomsnittliga arbetslösheten 1,6%, medan den mellan 1966 och 1970 låg på 2,5%. Han hade kommit till makten vid en tidpunkt då arbetslösheten låg på omkring 400 000. I början av 1966 låg den fortfarande på 371 000 efter en stadig nedgång under 1965, men i mars 1967 uppgick den till 631 000. Partiet föll igen mot slutet av decenniet och uppgick till 582 000 vid valet i juni 1970.
Trots de ekonomiska svårigheter som Wilsons regering stod inför kunde den uppnå viktiga framsteg inom flera inrikespolitiska områden. Som Wilson reflekterade 1971:
Det var en regering som mötte den ena besvikelsen efter den andra, och ingen var större än de ekonomiska begränsningarna i vår förmåga att genomföra den sociala revolutionen, som vi hade förbundit oss till i den takt vi skulle ha önskat. Men trots dessa begränsningar och behovet av att överföra resurser från inhemska utgifter, privata och offentliga, till behoven på våra exportmarknader, genomförde vi en expansion av sociala tjänster, hälso- och sjukvård, välfärd och bostäder som saknar motstycke i vår historia.

#### Sociala frågor
Flera liberaliserande sociala reformer röstades igenom i parlamentet under Wilsons första period i regeringen. Dessa handlade om dödsstraff, homosexuella handlingar, abort, censur och rösträttsåldern. Det infördes nya restriktioner för invandringen. Wilson personligen, som kom kulturellt från en provinsiell icke-konformistisk bakgrund, visade ingen särskild entusiasm för mycket av denna agenda.

#### Utbildning
Högre utbildning hade en särskild betydelse för en labouranhängare i Wilsons generation, med tanke på dess roll både i att öppna möjligheter för ambitiösa ungdomar med arbetarklassbakgrund och att göra det möjligt för Storbritannien att ta vara på de potentiella fördelarna med vetenskapliga framsteg. Under den första Wilson-regeringen anslogs för första gången i brittisk historia mer pengar till utbildning än till försvaret. Wilson fortsatte det snabba skapandet av nya universitet, i linje med rekommendationerna i Robbinsrapporten, en tvåpartipolitik som redan var i gång när Labour tog makten.
Wilson förespråkade ett öppet universitet för att ge vuxna som hade gått miste om högre utbildning en andra chans genom deltidsstudier och distansundervisning. I hans politiska engagemang ingick att ge ansvaret för genomförandet till baronessan Lee, änka efter Aneurin Bevan. Fram till 1981 hade 45 000 studerande fått examen via Öppna universitetet. Pengar kanaliserades också till kommunala utbildningshögskolor.
Wilsons meriter i fråga om sekundärutbildning motiverades av ett växande tryck för att avskaffa den selektiva princip som låg till grund för "eleven-plus" och ersätta den med grundskolor som skulle tjäna hela spektrumet av barn. Grundskoleutbildning blev Labourpartiets politik. Från 1966 till 1970 ökade andelen barn i grundskolan från cirka 10% till över 30%.
Labour utövade påtryckningar på de lokala myndigheterna för att de skulle omvandla läroverken till helskolor. Omvändelsen fortsatte i stor skala under den efterföljande konservativa Heath-administrationen, även om statssekreteraren Margaret Thatcher gjorde slut på de lokala myndigheternas tvång att konvertera.
Wilsons första regering beslutade motvilligt att den inte kunde uppfylla sitt långvariga löfte om att höja skolåldern till 16 år, på grund av de investeringar som krävdes i infrastruktur, såsom tiotusentals nya klassrum och lärare.
Sammantaget ökade de offentliga utgifterna för utbildning som andel av BNP från 4,8% 1964 till 5,9% 1968, och antalet lärare under utbildning ökade med mer än en tredjedel mellan 1964 och 1967. Andelen elever som stannade kvar i skolan efter sexton års ålder ökade på liknande sätt, och elevpopulationen ökade med över 10% varje år. Förhållandet mellan elever och lärare minskade också stadigt. Som ett resultat av den första Wilson-regeringens utbildningspolitik förbättrades möjligheterna för arbetarklassen; Den totala tillgången till utbildning var 1970 mer omfattande än 1964. As summarised by Brian Lapping,
Åren 1964-70 ägnades till stor del åt att skapa extra platser vid universitet, yrkeshögskolor, tekniska högskolor, läroanstalter: att förbereda sig för den dag då en ny lag skulle göra det till en students rättighet att efter avslutad skolgång få en plats vid en högskola.
År 1966 utnämndes Wilson till den första kanslern för det nyinrättade University of Bradford, en position som han innehade till 1985.

#### Bostäder
Bostäder var ett viktigt politikområde under den första Wilson-regeringen. Under Wilsons tid vid makten från 1964 till 1970 byggdes fler nya hus än under de sista sex åren av den tidigare konservativa regeringen. Andelen allmännyttiga bostäder ökade från 42% till 50% av det totala antalet, medan antalet kommunala bostäder som byggdes ökade stadigt, från 119 000 år 1964 till 133 000 år 1965 och 142 000 år 1966. Mellan 1965 och 1970 byggdes 1,3 miljoner nya bostäder. För att uppmuntra bostadsägande introducerade regeringen Option Mortgage Scheme (1968), som gjorde låginkomsttagare berättigade till subventioner (motsvarande skattelättnader på bolåneräntor). Detta program ledde till att boendekostnaderna minskade för köpare med låga inkomster och gjorde det möjligt för fler människor att bli ägare i ett eget boende. Dessutom befriades husägare från reavinstskatt. Tillsammans med Option Mortgage Scheme stimulerade denna åtgärd den privata bostadsmarknaden. Wilson sade i ett tal 1967: "... smutsen och röran och förfallet från vårt viktorianska arv håller på att ersättas. De nya stadskärnorna med sina universitetsområden, sina ljusa, rena och väl avgränsade offentliga byggnader, kommer inte bara att lysa upp den fysiska miljön för vårt folk, de kommer att förändra själva kvaliteten på stadslivet i Storbritannien."
Stor vikt lades också vid stadsplanering, med nya naturskyddsområden som infördes och en ny generation nya städer byggdes, särskilt Milton Keynes. New Towns Acts från 1965 och 1968 gav tillsammans regeringen befogenhet (genom sina ministerier) att utse vilket markområde som helst som en plats för en ny stad.

#### Stadsförnyelse
Många bidrag gick till lokala myndigheter som befann sig i akuta områden med extrem fattigdom (eller andra sociala problem). Bostadslagen från 1969 gav de lokala myndigheterna i uppdrag att ta reda på vad de skulle göra i "otillfredsställande områden". Lokala myndigheter skulle kunna förklara "allmänna förbättringsområden" där de skulle kunna köpa upp mark och hus och använda bidrag till miljöförbättringar. På samma grund, och med hänsyn till de geografiska områden där det finns behov, utarbetade regeringen ett paket som liknade ett fattigdomsprogram i miniatyr. I juli 1967 beslutade regeringen att ösa in pengar i vad Plogkommittén definierade som prioriterade utbildningsområden, fattiga områden där barn var miljömässigt missgynnade. Vissa fattiga innerstadsområden fick senare EPA-status (trots farhågor om att de lokala utbildningsmyndigheterna inte skulle kunna finansiera prioriterade utbildningsområden). Mellan 1968 och 1970 byggdes 150 nya skolor inom ramen för det prioriterade utbildningsprogrammet.

#### Socialtjänst och välfärd

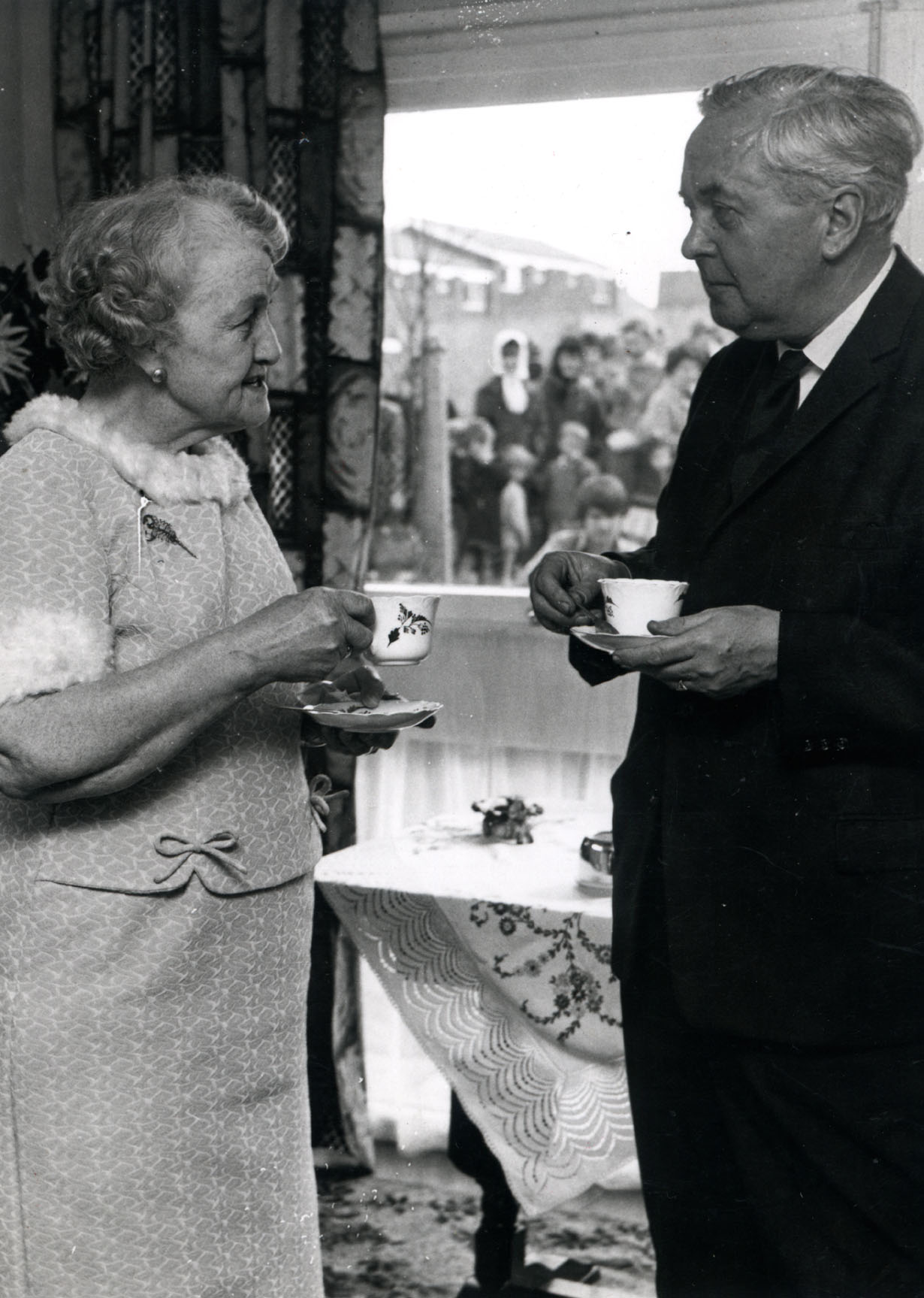
Wilson på besök på ett ålderdomshem i Washington, County Durham.

Olika reformer av den sociala välfärden genomfördes också under Wilsons tid vid makten. Enligt Tony Atkinson fick socialförsäkringarna mycket mer uppmärksamhet från den första Wilson-regeringen än den fick under de föregående tretton åren av konservativ regering. Efter segern i valet 1964 började Wilsons regering höja de sociala förmånerna. Receptbelagda avgifter för läkemedel avskaffades omedelbart, medan pensionerna höjdes till rekordhöga 21% av den genomsnittliga manliga industrilönen. År 1966 gjordes en översyn av systemet för nationellt bistånd (ett socialt biståndssystem för fattiga) och döptes om till tilläggsbidrag. Inför valet 1966 tredubblades änkepensionen. På grund av åtstramningsåtgärder till följd av en ekonomisk kris återinfördes receptavgifter 1968 som ett alternativ till att skära ned på sjukhusbyggnadsprogrammet, även om de delar av befolkningen som var i störst behov (inklusive dem som ansökte om tilläggsbidrag, långtidssjuka, barn och pensionärer) var befriade från avgifter.
Regeln om änkans inkomst avskaffades också, samtidigt som en rad nya sociala förmåner infördes. En lag antogs som ersatte det nationella biståndet med tilläggsförmåner. I den nya lagen fastställdes att personer som uppfyllde villkoren i lagen hade rätt till dessa icke avgiftsfinansierade förmåner. Behovsprövningen ersattes med en inkomstdeklaration och förmånsnivåerna för pensionärer (den stora majoriteten av de sökande) höjdes, vilket gav dem en reell inkomstökning. Till skillnad från det nationella stödsystemet, som fungerade på skönsmässig basis, var det nya systemet för tilläggsförmåner en rättighet för varje medborgare som befann sig i allvarliga svårigheter. De personer som var äldre än pensionsåldern och som ansågs vara oförmögna att leva på grundpensionen (som gav mindre än vad regeringen ansåg vara nödvändigt för uppehället) fick rätt till ett "långtidsbidrag" på några extra shilling i veckan. En viss förenkling av förfarandet för att ansöka om förmåner infördes också. Från och med 1966 lades ett exceptionellt strängt handikappbidrag till, "för de sökande som fick konstant assistansersättning som betalades ut till dem med de högre eller mellanliggande nivåerna av konstant assistansersättning och som var exceptionellt svårt handikappade". Avgångsvederlag infördes 1965 för att mildra effekterna av arbetslöshet, och inkomstrelaterade förmåner vid moderskap, arbetslöshet, sjukdom, arbetsskador och änkestånd infördes 1966, följt av att fasta familjebidrag ersattes med ett inkomstrelaterat system 1968. Från och med juli 1966 förlängdes det tillfälliga bidraget för änkor till allvarligt handikappade pensionärer från 13 till 26 veckor.
Under Wilsons första år vid makten gjordes höjningar av pensioner och andra förmåner som var de största reala ökningarna någonsin som dittills genomförts. Socialförsäkringsförmånerna höjdes markant under Wilsons första två år vid makten, vilket kännetecknades av en budget som antogs under det sista kvartalet 1964 och som höjde standardförmånerna för ålderdom, sjukdom och invaliditet med 18,5%. År 1965 höjde regeringen den nationella stödnivån till en högre nivå i förhållande till inkomsterna, och genom årliga justeringar bibehöll man i stort sett nivån på mellan 19 och 20% av industrins bruttoinkomst fram till början av 1970. Genom en rad årliga ad hoc-höjningar, som noterades i en studie, upprätthöll Wilsons regering "i allmänhet förmånernas värde i förhållande till inkomsten".
Under de fem åren från 1964 fram till de sista höjningarna som gjordes av den första Wilson-regeringen ökade pensionerna med 23% i reala termer, tilläggsförmånerna med 26% i reala termer och sjuk- och arbetslöshetsförmånerna med 153% i reala termer (till stor del som ett resultat av införandet av inkomstrelaterade förmåner 1967).

#### Jordbruk
Under den första Wilson-regeringen höjdes subventionerna till jordbrukare. Jordbrukare som ville lämna jorden eller dra sig tillbaka blev berättigade till bidrag eller livräntor om deras gårdar såldes för godkända sammanslagningar, och kunde få dessa förmåner vare sig de ville stanna kvar i sina bondgårdar eller inte. Ett program för småbönder utvidgades också, och från och med den 1 december 1965 blev ytterligare 40 000 bönder berättigade till det maximala bidraget på 1 000 pund. Nya bidrag till jordbruket uppmuntrade också till frivillig sammanslagning av småjordbruk, och i de fall där deras mark köptes för icke-kommersiella ändamål kunde arrendatorer nu få dubbelt så mycket som tidigare "störningsersättning". Ett program för förbättring av mark i bergsområden, som infördes genom Agriculture Act 1967, gav 50% bidrag till ett brett spektrum av markförbättringar, tillsammans med ett kompletterande bidrag på 10% för dräneringsarbeten som gynnade bergsmark. Jordbrukslagen från 1967 gav också bidrag för att främja sammanslagning av jordbruk och för att kompensera dem som gick ut genom jordbrukslagen.

#### Hälsa
Den andel av BNP som gick till den allmänna hälso- och sjukvården ökade från 4,2% 1964 till omkring 5% 1969. Dessa extra utgifter ledde till ett energiskt återupplivande av en politik som gick ut på att bygga vårdcentraler för allmänläkare, extra löner för läkare som tjänstgjorde i områden som hade det särskilt ont om sådana, en betydande ökning av sjukhusens personalstyrka och en betydande ökning av ett program för att bygga sjukhus. Mycket mer pengar spenderades varje år på NHS än under de konservativa regeringarna 1951-1964, samtidigt som mycket mer ansträngningar gjordes för att modernisera och omorganisera hälso- och sjukvården. Starkare centrala och regionala organisationer inrättades för stora inköp av sjukhusutrustning, samtidigt som vissa insatser gjordes för att minska ojämlikheten i vårdstandard. Dessutom ökade regeringen intaget till läkarutbildningarna.
Genom 1966 års läkarstadga infördes bidrag för hyra och extrapersonal, löneskalorna höjdes avsevärt och ersättningsstrukturen ändrades för att återspegla "både läkarnas kvalifikationer och formen för deras praktik, dvs. grupppraktik". Dessa förändringar ledde inte bara till högre moral, utan resulterade också i en ökad användning av extrapersonal och vårdavdelningar, en ökning av antalet vårdcentraler och gruppmottagningar och ett uppsving för moderniseringen av mottagningarna när det gäller utrustning, tidsbokningssystem och byggnader. Genom stadgan infördes ett nytt system för betalning till allmänläkare, med återbetalning av kirurgi, hyror och taxor, för att säkerställa att kostnaderna för att förbättra hans operation inte minskade läkarens inkomst, tillsammans med bidrag för större delen av de extra personalkostnaderna. Dessutom tillsattes en kunglig kommission för medicinsk utbildning, bland annat för att utarbeta idéer till utbildning av allmänläkare (eftersom dessa läkare, den största gruppen av alla läkare i landet, tidigare inte hade fått någon särskild utbildning, "utan bara de som vid slutet av sina pre-doktorala kurser inte gick vidare till vidareutbildning inom någon specialitet").
År 1967 fick de lokala myndigheterna befogenhet att tillhandahålla gratis familjeplaneringsrådgivning och behovsprövade preventivmedel. Dessutom utökades läkarutbildningen efter Toddrapporten om medicinsk utbildning 1968. Dessutom ökade de nationella hälso- och sjukvårdsutgifterna från 4,2% av BNP 1964 till 5% 1969 och utgifterna för sjukhusbyggen fördubblades. Health Services and Public Health Act 1968 gav lokala myndigheter befogenhet att anordna verkstäder för äldre, antingen direkt eller genom ett frivilligorgan. En hälsorådgivningstjänst inrättades senare för att undersöka och konfrontera problemen på långvariga psykiatriska och mentalt undermåliga sjukhus i vågen av många skandaler. Genom Clean Air Act 1968 utökades befogenheterna för att bekämpa luftföroreningar. Mer pengar anslogs också till sjukhus som vårdar psykiskt sjuka. Dessutom inrättades ett idrottsråd för att förbättra anläggningarna. De direkta statliga utgifterna för idrott mer än fördubblades från 0,9 miljoner pund 1964/65 till 2 miljoner pund 1967/68, medan 11 regionala idrottsråd hade inrättats 1968. I Wales hade fem nya vårdcentraler öppnats fram till 1968, medan ingen hade öppnats mellan 1951 och 1964, medan utgifterna för hälso- och välfärdstjänster i regionen ökade från 55,8 miljoner pund 1963/64 till 83,9 miljoner pund 1967/68.

### Socialpolitik

#### Arbetare
Industrial Training Act 1964 inrättade en Industrial Training Board för att uppmuntra utbildning för människor i arbete, och inom sju år fanns det "27 ITB som täckte arbetsgivare med cirka 15 miljoner arbetstagare". Från 1964 till 1968 hade antalet utbildningsplatser fördubblats. Genom Docks and Harbours Act (1966) och Dock Labour Scheme (1967) omorganiserades systemet för anställning i hamnarna för att få ett slut på tillfälliga anställningar. De ändringar som gjordes i hamnarbetsprogrammet 1967 säkerställde ett fullständigt slut på tillfälligt arbete i hamnarna, vilket i praktiken gav arbetarna trygghet i form av jobb för livet. Fackföreningarna gynnades också av att 1965 års lag om handelstvister antogs. Detta återställde den rättsliga immuniteten för fackföreningsfunktionärer och säkerställde därmed att de inte längre kunde stämmas för att ha hotat med strejk.
Den första Wilson-regeringen uppmuntrade också gifta kvinnor att återvända till läraryrket och förbättrade villkoren för dem som undervisade på deltid, "genom att göra det möjligt för dem att kvalificera sig för pensionsrättigheter och genom att formulera en enhetlig betalningsskala över hela landet". Strax efter att de tillträtt sina ämbeten fick barnmorskor och sjuksköterskor en löneökning på 11%, och enligt en parlamentsledamot gynnades sjuksköterskor också av den största löneökningen de hade fått på en generation. I maj 1966 tillkännagav Wilson 30-procentiga löneökningar för läkare och tandläkare – ett drag som inte visade sig vara populärt bland fackföreningarna, eftersom den nationella lönepolitiken vid den tiden var för ökningar på mellan 3 och 3,5%.
Det fanns ett stort behov av att förbättra lönerna för läkare på underlydande sjukhus. Från 1959 till 1970 ökade arbetarnas löner med 75%, medan registratorernas löner mer än fördubblades medan de för hustjänstemännens mer än tredubblades. De flesta av dessa förbättringar, till exempel för sjuksköterskorna, kom i löneuppgörelserna 1970. I rapporter från Riksstyrelsen för priser och inkomster uppmuntrades i rapporter att stimulanssystem skulle utvecklas i lokala myndigheter och på andra håll. I februari 1969 accepterade regeringen en höjning "över taket" för lantarbetare, en lågavlönad grupp. Vissa grupper av yrkesarbetare, såsom sjuksköterskor, lärare och läkare, fick betydande utmärkelser.

#### Transport
Travel Concessions Act 1964, en av de första lagarna som antogs av den första Wilson-regeringen, gav eftergifter till alla pensionärer som reste med bussar som kördes av lokala transportmyndigheter. I 1968 års transportlag fastställdes principen om statligt stöd till transportmyndigheter om oekonomisk persontrafik var motiverad av sociala skäl. Ett nationellt godsbolag inrättades också för att tillhandahålla integrerade gods- och vägtjänster på järnväg. De offentliga utgifterna för vägarna ökade stadigt och strängare säkerhetsåtgärder infördes, såsom för alkoholmätare för rattfylleri, enligt 1967 års vägtrafiklag. Transportlagen gav ett välbehövligt ekonomiskt uppsving för British Rail, och behandlade dem som om de var ett företag som hade gått i konkurs men som nu under ny ledning kunde fortsätta skuldfritt. Genom lagen inrättades också ett nationellt godstransportföretag och statliga järnvägssubventioner för persontransporter infördes på samma grund som befintliga vägsubventioner för att göra det möjligt för lokala myndigheter att förbättra kollektivtrafiken i sina områden.
Vägbyggnadsprogrammet utökades också, med investeringar som ökade till 8% av BNP, "den högsta nivå som uppnåtts av någon efterkrigsregering". Statens utgifter för vägar ökade från 125 miljoner pund 1963/64 till 225 miljoner pund 1967/68, samtidigt som ett antal trafiksäkerhetsbestämmelser infördes, som omfattade säkerhetsbälten, lastbilsförares arbetstid, bil- och lastbilsstandarder och en experimentell hastighetsbegränsning på 70 miles per timme. I Skottland ökade utgifterna för stamvägar från 6,8 miljoner pund 1963/64 till 15,5 miljoner pund 1966/67, medan utgifterna för walesiska vägar i Wales ökade från 21,2 miljoner pund 1963/64 till 31,4 miljoner pund 1966/67.

#### Regional utveckling
Under den första Wilson-regeringen fick man ökad uppmärksamhet för att uppmuntra regional utveckling att minska de ekonomiska skillnaderna mellan de olika regionerna. 1965 infördes en policy som innebar att alla nya statliga organisationer skulle etableras utanför London och 1967 beslutade regeringen att ge företräde åt utvecklingsområden. Några regeringsdepartement flyttades också från London, där Kungliga Myntverket flyttades till södra Wales, Giro och Inland Revenue till Bootle och Motor Tax Office till Swansea. En ny särskild utvecklingsstatus infördes också 1967 för att ge ännu högre nivåer av bistånd. År 1966 etablerades fem utvecklingsområden (som täckte halva befolkningen i Storbritannien), samtidigt som bidrag gavs till arbetsgivare som rekryterade nya arbetstagare i utvecklingsområdena. En Highlands and Islands Development Board inrättades också för att "återuppliva" norra Skottland.
Genom Industrial Development Act 1966 ändrades namnet på utvecklingsdistrikt (de delar av landet som har högre arbetslöshet än det nationella genomsnittet och som regeringarna försökte uppmuntra till större investeringar i) till utvecklingsområden och ökade den andel av arbetskraften som täcktes av utvecklingsprogram från 15% till 20%, vilket främst drabbade landsbygdsområden i Skottland och Wales. Skattelättnader ersattes av bidrag för att utvidga täckningen till att omfatta företag som inte gick med vinst, och 1967 infördes en regional sysselsättningspremie. Medan de befintliga programmen tenderade att gynna kapitalintensiva projekt, syftade dessa för första gången till att öka sysselsättningen i krisdrabbade områden. Den regionala sysselsättningspremien, som fastställdes till 30 shilling per anställd och vecka och garanterades i sju år, subventionerade all tillverkningsindustri (dock inte tjänster) i utvecklingsområden, vilket uppgick till en genomsnittlig subvention på 7% av arbetskostnaderna.
De regionala arbetslöshetsskillnaderna minskade och utgifterna för regional infrastruktur ökade betydligt. Mellan 1965-66 och 1969-70 ökade de årliga utgifterna för nybyggnation (inklusive kraftverk, vägar, skolor, sjukhus och bostäder) med 41% i Storbritannien som helhet. Subventioner gavs också till olika industrier (t.ex. varvsindustrin i Clydeside), vilket bidrog till att förhindra att många arbetstillfällen gick förlorade. Mellan 1964 och 1970 skapades uppskattningsvis 45 000 statliga jobb utanför London, varav 21 000 i utvecklingsområdena. Den lokala sysselsättningslagen, som antogs i mars 1970, innehöll regeringens förslag om stöd till 54 "mellanliggande" arbetsförmedlingsområden som inte klassificerades som fullständiga "utvecklingsområden".
De medel som anslogs till regionalt bistånd mer än fördubblades, från 40 miljoner pund 1964/65 till 82 miljoner pund 1969/70, och från 1964 till 1970 var antalet färdigställda fabriker 50 procent högre än mellan 1960 och 1964, vilket bidrog till att minska arbetslösheten i utvecklingsområdena. År 1970 var arbetslösheten i utvecklingsområden 1,67 gånger högre än det nationella genomsnittet, jämfört med 2,21 gånger 1964. Även om den nationella arbetslösheten var högre 1970 än i början av 1960-talet, var arbetslösheten i utvecklingsområdena lägre och hade inte ökat på tre år. Sammantaget var effekten av den första Wilson-regeringens regionala utvecklingspolitik sådan att perioden 1963 till 1970, enligt en historiker, representerade "den mest långvariga, mest intensiva och mest framgångsrika attack som någonsin inletts mot regionala problem i Storbritannien".

#### Internationell utveckling
Ett nytt ministerium för utomeuropeisk utveckling inrättades, och den största framgången vid den tiden var införandet av räntefria lån för de fattigaste länderna. Ministern för utomeuropeisk utveckling, Barbara Castle, satte en standard för räntelättnader på lån till utvecklingsländer, vilket resulterade i förändringar i lånepolitiken i många givarländer, "en betydande förändring i beteendet hos rika vita nationer till fattiga bruna". Lån gavs till utvecklingsländer på villkor som var mer förmånliga för dem än de som gavs av regeringarna i alla andra industriländer vid den tiden. Dessutom spelade Castle en viktig roll i inrättandet av ett institut för utvecklingsstudier vid University of Sussex för att ta fram sätt att ta itu med globala socioekonomiska ojämlikheter. Det brittiska biståndet till utlandet drabbades av de åtstramningsåtgärder som infördes av den första Wilson-regeringen under dess sista år vid makten, och det brittiska biståndet som andel av BNP sjönk från 0,53% 1964 till 0,39% 1969.

#### Beskattning
Wilsons regering gjorde en rad förändringar i skattesystemet. Till stor del under inflytande av de ungerskfödda ekonomerna Nicholas Kaldor och Thomas Balogh infördes en idiosynkratisk selektiv sysselsättningsskatt (SET) som var utformad för att beskatta anställning i tjänstesektorerna samtidigt som anställning inom tillverkningsindustrin subventionerades. (Den logik som föreslogs av dess ekonomförfattare härrörde till stor del från påståenden om potentiella stordriftsfördelar och teknologiska framsteg, men Wilson betonade i sina memoarer skattens potential att generera intäkter.) SET överlevde inte länge när en konservativ regering återvände. Av mer långsiktig betydelse är att kapitalvinstskatt (CGT) infördes i Storbritannien den 6 april 1965. Under sina två perioder som premiärminister ledde Wilson betydande ökningar av det totala skattetrycket i Storbritannien. År 1974, tre veckor efter att ha bildat en ny regering, upphävde Wilsons nye finansminister Denis Healey delvis 1971 års sänkning av den högsta skattesatsen från 90% till 75%, och ökade den till 83% i sin första budget, som trädde i kraft i april 1974. Detta gällde inkomster över 20 000 pund (motsvarande 263 269 pund år 2023), och i kombination med ett tillägg på 15 % på "oförtjänta" inkomster (investeringar och utdelningar) kunde det ge upp till en marginalskatt på 98 %. År 1974 var så många som 750 000 personer skyldiga att betala den högsta inkomstskatten.
Olika förändringar gjordes också i skattesystemet till förmån för låg- och medelinkomsttagare. Gifta par med låga inkomster gynnades av höjningarna av det personliga ensamavdraget och äktenskapsbidraget. År 1965 avskaffades det regressiva grundavdraget för socialförsäkringsavgifter och det individuella grundavdraget, äktenskapsbidraget och lättnaden för hustrurs förvärvsinkomst höjdes. Dessa avdrag höjdes ytterligare under beskattningsåren 1969–70 och 1970–71. Höjningar av åldersbefrielsen och inkomstgränserna för anhöriga gynnade äldre med låga inkomster. År 1967 infördes nya skattelättnader för änkor.
Ökningar gjordes i vissa av de mindre förmånerna i 1969 års Finance Act, särskilt det extra personliga avdraget, åldersbefrielsen och ålderslättnaden samt gränsen för anhöriga i beroendeställning. Förutom ålderslättnaden genomfördes under 1970 ytterligare justeringar av dessa eftergifter.
År 1968 infördes en sammanläggning av ogifta minderårigas kapitalinkomster med deras föräldrars inkomster. Enligt Michael Meacher satte denna förändring stopp för en tidigare orättvisa där två familjer, under i övrigt identiska omständigheter, betalade olika mycket skatt "bara för att barnet i det ena fallet ägde egendom som överförts till det av en mor- eller farförälder, medan i det andra fallet mor- eller farförälderns identiska egendom ärvdes av föräldern".
I 1969 års budget avskaffades inkomstskatten för cirka 1 miljon av de lägst betalda och sänktes för ytterligare 600 000 personer, medan i regeringens sista budget (som introducerades 1970) befriades två miljoner små skattebetalare från att betala inkomstskatt helt och hållet.

#### Liberala reformer
En lång rad liberala åtgärder infördes under Wilsons tid vid makten. 1970 års lag om äktenskapsmål och förmögenhetsförhållanden (Matrimonial Proceedings and Property Act 1970) innehöll bestämmelser om välfärden för barn vars föräldrar stod i begrepp att skilja sig eller separera, och domstolarna (till exempel) fick omfattande befogenheter att besluta om ekonomiskt underhåll för barn i form av underhåll som betalas av endera föräldern. Denna lagstiftning gjorde det möjligt för domstolarna att besluta om underhåll för endera maken och erkände det bidrag till det gemensamma hemmet som gjordes under äktenskapet. Samma år fick makarna en lika stor andel av hushållets tillgångar efter skilsmässa genom lagen om makars förmögenhetsförhållanden. Race Relations Act 1968 utvidgades också 1968 och 1970 antogs Equal Pay Act 1970. En annan viktig reform, Welsh Language Act 1967, gav "samma giltighet" till det walesiska språket på tillbakagång och uppmuntrade dess återupplivande. De statliga utgifterna för både sport och konst ökade. Mines and Quarries (Tips) Act 1969, som antogs som en reaktion på Aberfanolyckan, innehöll bestämmelser för att förhindra att övergivna soptippar utgjorde en fara för allmänheten. År 1967 avskaffades barnaga i fängelser. Sju regionala föreningar bildades för att utveckla konsten, och de statliga utgifterna för kulturella aktiviteter ökade från 7,7 miljoner pund 1964/64 till 15,3 miljoner pund 1968/69. En nämnd för brottsskadeersättning inrättades också, som hade betalat ut över 2 miljoner pund till offer för kriminellt våld fram till 1968.
Commons Registration Act 1965 föreskrev registrering av all allmänning och alla gröna byar, medan lokala myndigheter enligt Countryside Act 1968 kunde tillhandahålla faciliteter "för att njuta av sådan mark som allmänheten har tillgång till". Genom Family Provision Act 1966 ändrades en rad tidigare lagar om arvsrätt, främst relaterade till personer som avlidit utan testamente. Lagstiftningen ökade det belopp som kunde betalas ut till efterlevande makar om ett testamente inte hade lämnats kvar, och utvidgade också grevskapsdomstolarnas behörighet, som under vissa omständigheter fick behörighet som högre domstolar hade när de handlade frågor om kvarlåtenskap. Adoptivbarns rättigheter förbättrades också genom att vissa formuleringar ändrades i 1938 års lag om arv (familjeförsörjning) för att ge dem samma rättigheter som naturligt födda barn. År 1968 uppdaterades Nurseries and Child-Minders Regulation Act 1948 för att inkludera fler kategorier av dagbarnvårdare. Ett år senare antogs Family Law Reform Act 1969, som gjorde det möjligt för personer födda utanför äktenskapet att ärva utan arv från någon av föräldrarna. År 1967 avkriminaliserades homosexualitet delvis (endast i England och Wales) genom antagandet av Sexual Offences Act 1967. Genom 1967 års lag om offentliga register infördes också en trettioårsregel för tillgång till allmänna handlingar, som ersatte en tidigare femtioårsregel.

#### Arbetsmarknadsrelationer
Wilson gjorde periodiska försök att dämpa inflationen, till stor del genom löne- och priskontroller – mer kända i Storbritannien som "pris- och inkomstpolitik". (I likhet med indikativ planering var sådana kontroller – även om de nu i allmänhet inte var populära – allmänt accepterade vid den tiden regeringar med olika ideologisk färg, inklusive Nixon-administrationen i USA.) Delvis som ett resultat av detta beroende tenderade regeringen att gång på gång hamna i stora arbetsmarknadskonflikter, med "öl och smörgåsar på nummer tio" sent på kvällarna som en nästan rutinmässig kulmen på sådana episoder. En av de mest skadliga strejkerna under Wilsons tid vid makten var en sex veckor lång arbetsnedläggelse som genomfördes av National Union of Seamen, med början strax efter Wilsons omval 1966, och som han hävdade genomfördes av "politiskt motiverade män".
När allmänhetens frustration över strejker ökade, föreslog Wilsons regering 1969 en rad förändringar av den rättsliga grunden för arbetsmarknadsrelationer (arbetsrätt), som skisserades i en vitbok "I stället för stridigheter" som lades fram av arbetsmarknadsministern Barbara Castle. Efter en konfrontation med fackföreningskongressen, som starkt motsatte sig förslagen, och interna meningsskiljaktigheter från inrikesminister James Callaghan, backade regeringen väsentligt från sina avsikter. Regeringen Heath (1970–1974) introducerade Industrial Relations Act 1971 med många av samma idéer, men denna upphävdes till stor del av Labourregeringen efter 1974. Vissa delar av dessa förändringar skulle senare antas (i modifierad form) under Margaret Thatchers tid som premiärminister.

#### Register över inkomstfördelning
Trots de ekonomiska svårigheter som den första Wilson-regeringen stod inför lyckades den upprätthålla låga nivåer av arbetslöshet och inflation under sin tid vid makten. Arbetslösheten hölls under 2,7% och inflationen låg under en stor del av 1960-talet under 4%. Levnadsstandarden förbättrades allmänt, samtidigt som de offentliga utgifterna för bostäder, social trygghet, transport, forskning, utbildning och hälsovård ökade med i genomsnitt mer än 6% mellan 1964 och 1970. Det genomsnittliga hushållet blev allt rikare, och antalet bilar i Storbritannien ökade från en till var 6,4:e person till en per fem personer 1968, vilket motsvarade en nettoökning med tre miljoner bilar på vägarna. Ökningen av levnadsstandarden kännetecknades också av ett ökat ägande av olika varaktiga konsumtionsvaror mellan 1964 och 1969, vilket framgår av TV-apparater (från 88% till 90%), kylskåp (från 39% till 59%) och tvättmaskiner (från 54% till 64%).
År 1970 var inkomsterna i Storbritannien mer jämnt fördelade än 1964, främst på grund av ökningar av kontantförmånerna, inklusive familjebidragen.
Enligt historikern Dominic Sandbrook:
I sitt engagemang för sociala tjänster och offentlig välfärd satte Wilson-regeringen ihop ett rekord som inte kan matchas av någon efterföljande administration, och mitten av sextiotalet ses med rätta som välfärdsstatens "guldålder".
Som Ben Pimlott noterade hade klyftan mellan de med de lägsta inkomsterna och resten av befolkningen "minskat betydligt" under Wilsons första regering. Under den första Wilson-regeringen blev inkomstfördelningen mer jämlik, samtidigt som fattigdomen minskade kraftigt. Dessa framgångar berodde huvudsakligen på flera höjningar av de sociala förmånerna, såsom tilläggsbidrag, pensioner och familjebidrag, av vilka de senare fördubblades mellan 1964 och 1970 (även om den största delen av ökningen av familjebidragen inte skedde förrän 1968). Ett nytt system med ränterabatter infördes, vilket gynnade en miljon hushåll i slutet av 1960-talet. Höjningar av socialförsäkringsförmånerna 1965, 1967, 1968 och 1969 säkerställde att de som var beroende av statliga bidrag fick se sina disponibla inkomster öka snabbare än de som var anställda med manuella löner, medan inkomstskillnaderna mellan låg- och höginkomsttagare minskade marginellt. Större progressivitet infördes i skattesystemet, med större tonvikt på direkt (inkomstbaserad) i motsats till indirekt (vanligtvis utgiftsbaserad) beskattning som ett sätt att öka intäkterna, och det belopp som inbringades av de förstnämnda ökade dubbelt så mycket som av de senare. Trots en ökning av arbetslösheten förbättrade de fattiga sin andel av nationalinkomsten, medan de rikas minskade något. Trots olika nedskärningar efter 1966 var utgifterna för tjänster som utbildning och hälsovård fortfarande mycket högre som andel av nationalförmögenheten än 1964. Dessutom, genom att höja skatterna för att betala sina reformer, ägnade regeringen stor uppmärksamhet åt principen om omfördelning, där de disponibla inkomsterna ökade för de lägst betalda medan de föll bland de rikaste under sin tid vid makten.
Mellan 1964 och 1968 var vårdförmånerna betydligt progressiva, i det att de som befann sig på den nedre halvan av inkomstskalan gynnades mer än de som befann sig på den övre halvan. I genomsnitt gynnades de som fick statliga bidrag mer i form av ökningar av den reala disponibla inkomsten än den genomsnittlige arbetaren eller tjänstemannen mellan 1964 och 1969. Från 1964 till 1969 klarade sig låginkomsttagarna betydligt bättre än andra delar av befolkningen. År 1969 var ett gift par med två barn 11,5 procent rikare i reala termer, medan motsvarande ökning för ett par med tre barn var 14,5% och för en familj med fyra barn 16,5%. Från 1965 till 1968 ökade inkomsterna för hushåll med ensamstående pensionärer i procent av andra hushåll med en vuxen från 48,9% till 52,5%. För två pensionärshushåll var motsvarande ökning från 46,8% till 48,2%. Dessutom, främst som ett resultat av stora ökningar av kontantförmånerna, fick arbetslösa och stora familjer mer i termer av real disponibel inkomst än resten av befolkningen under Wilsons tid vid makten.
Som Paul Whiteley noterade, ökade pensionerna, sjukan, arbetslösheten och tilläggsförmånerna mer i reala termer under den första Wilson-regeringen än under den föregående konservativa administrationen:
"För att jämföra den konservativa mandatperioden med Labour-perioden kan vi använda förändringarna i förmåner per år som en grov uppskattning av jämförande resultat. För de konservativa och Labour var ökningarna av tilläggsförmånerna per år 3,5 respektive 5,2 procentenheter, för sjuk- och arbetslöshetsförmåner 5,8 respektive 30,6 procentenheter, för pensioner 3,8 och 4,6 och för familjebidrag −1,2 och −2,6. Således klarade sig de fattiga, de pensionerade, de sjuka och de arbetslösa bättre i reala termer under Labour än de gjorde under de konservativa, och familjerna klarade sig sämre."
Mellan 1964 och 1968 ökade kontantbidragen som andel av inkomsten för alla hushåll, men mer för fattigare än för rikare hushåll. Som noterats av ekonomen Michael Stewart:
"Det verkar obestridligt att den höga prioritet som Labourregeringen gav utgifterna för utbildning och hälsovård hade en gynnsam effekt på inkomstfördelningen."
För en familj med två barn i inkomstintervallet 676 till 816 pund per år ökade kontantbidragen från 4% av inkomsten 1964 till 22% 1968, jämfört med en förändring från 1% till 2% för en liknande familj i inkomstintervallet 2 122 pund till 2 566 pund under samma period. När det gäller vårdförmåner var förändringarna under samma period för liknande familjer från 21% till 29% för familjer med lägre inkomster och från 9% till 10% för familjer med högre inkomster. Om man tar hänsyn till alla bidrag, skatter och statliga utgifter för sociala tjänster lyckades den första Wilson-regeringen få till stånd en minskning av inkomstskillnaderna. Som noterats av historikern Kenneth O. Morgan:
"På lång sikt hade därför välfärdsstaten, stärkt av höjningar av tilläggsförmåner och andra förmåner under Crossmanregimen 1968-70, haft en viss inverkan, nästan av förbiseende, på den sociala ojämlikheten och den felaktiga fördelningen av realinkomsterna".
De offentliga utgifterna som andel av BNP ökade markant under Labourregeringen 1964-1970, från 34% 1964-65 till nästan 38% av BNP 1969-70, medan utgifterna för sociala tjänster ökade från 16% av nationalinkomsten 1964 till 23% 1970. Dessa åtgärder hade en stor inverkan på levnadsstandarden för britter med låga inkomster, och de disponibla inkomsterna ökade snabbare för låginkomsttagare än för höginkomsttagare under 1960-talet. När man mäter den disponibla inkomsten efter skatt, men inklusive förmåner, minskade den totala disponibla inkomsten för dem med de högsta inkomsterna med 33%, medan den totala disponibla inkomsten för dem med de lägsta inkomsterna ökade med 104%. Som en historiker noterade: "Nettoeffekten av Labours finanspolitik var faktiskt att de rika blev fattigare och de fattiga rikare".

### Utrikespolitik

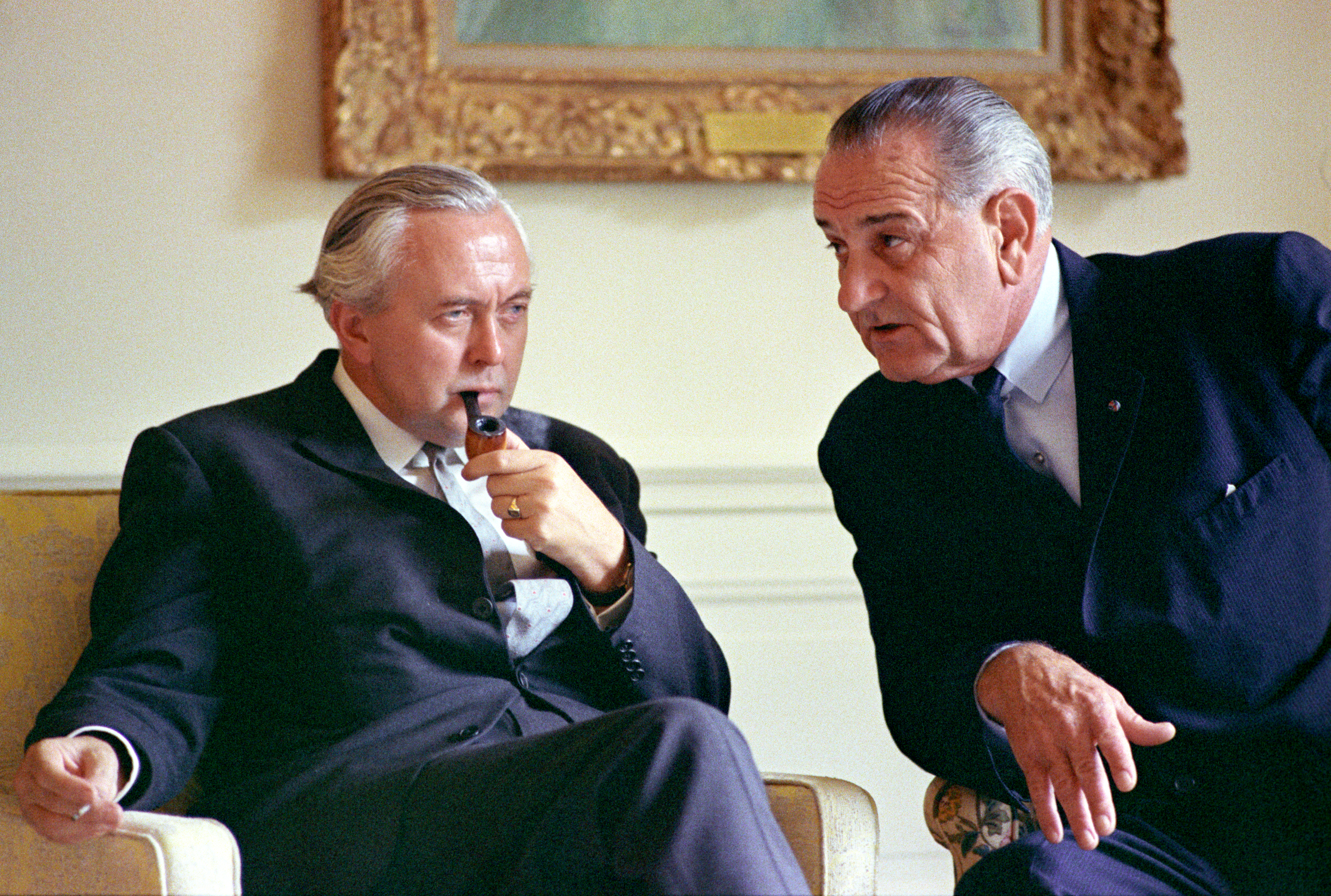
Harold Wilson tillsammans med USA:s president Lyndon B. Johnson 1966. Wilson syntes ofta röka pipa.

#### USA
Wilson trodde på en stark "speciell relation" med USA och ville lyfta fram sina kontakter med Vita huset för att stärka sin prestige som statsman. President Lyndon B. Johnson ogillade Wilson och ignorerade alla "speciella" relationer. Vietnamkriget var en öm punkt. Johnson behövde och bad om hjälp för att upprätthålla den amerikanska prestigen. Wilson motstod upprepade amerikanska propåer att delta med brittiska trupper i Vietnamkriget. Han erbjöd ljummet verbalt stöd och ingen militär hjälp men uttryckte sitt stöd för USA:s krigsinsatser. Wilsons politik retade upp vänstern i hans Labourparti, som motsatte sig Vietnamkriget. Wilson och Johnson hade också stora meningsskiljaktigheter om Storbritanniens ekonomiska svaghet och dess minskande status som världsmakt. Historikern Jonathan Colman drar slutsatsen att det skapade det mest otillfredsställande "speciella" förhållandet under 1900-talet. Den enda punkten där de var helt överens var att både Johnson och Wilson med eftertryck stödde Israel i sexdagarskriget 1967.

#### Europa

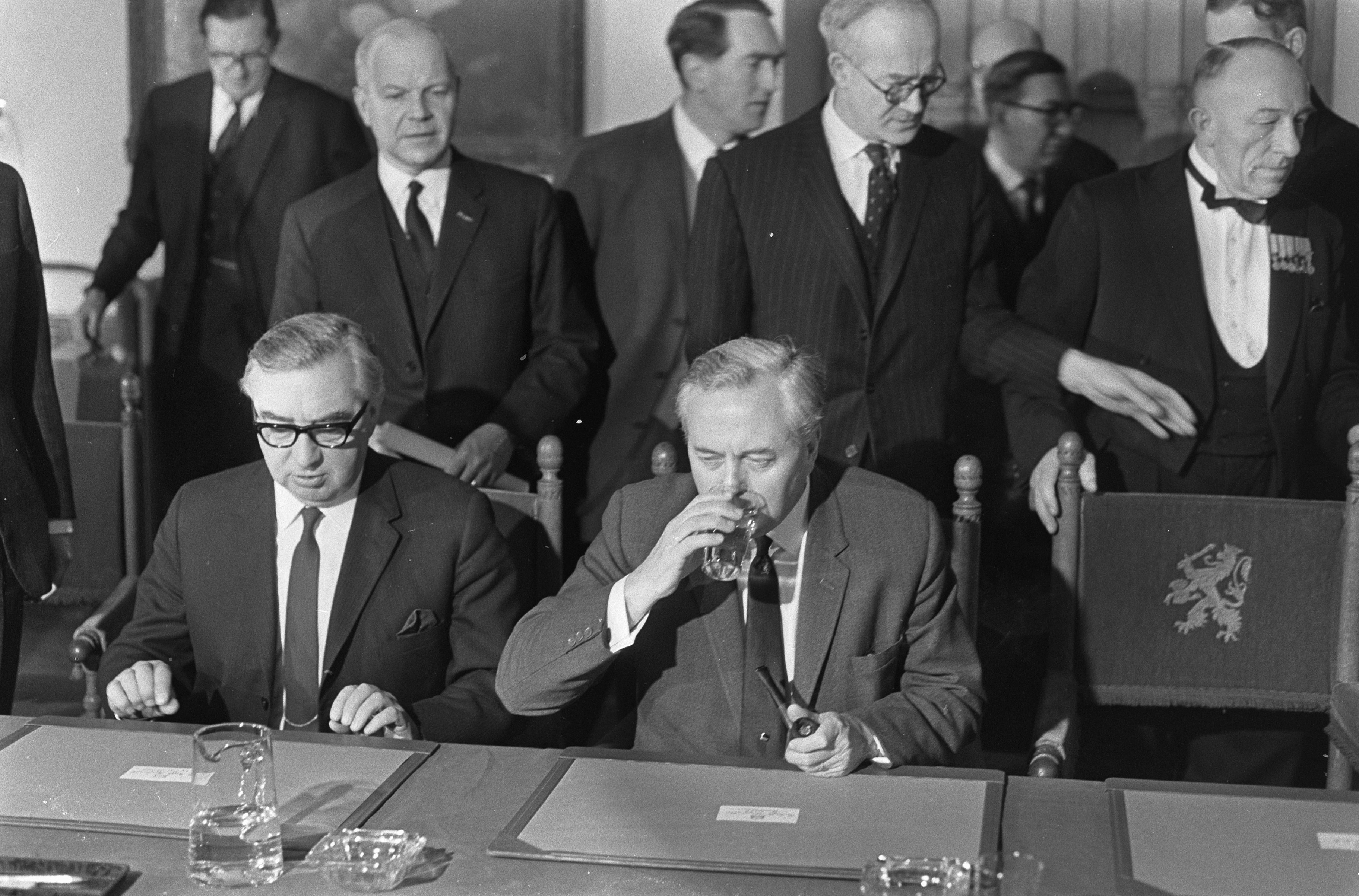
Utrikesminister George Brown förordade tidigt ett medlemskap i Europeiska gemenskapen och övertalade Wilson att ansöka om att gå med.

Ett av de mer utmanande politiska dilemman som Wilson stod inför var frågan om det brittiska medlemskapet i Europeiska gemenskapen, föregångaren till den nuvarande Europeiska unionen. Ett försök att ta sig in i landet stoppades 1963 av den franske presidenten Charles de Gaulle. Labourpartiet i opposition hade varit splittrat i frågan, och Hugh Gaitskell hade 1962 uttalat sig mot att Storbritannien skulle gå med i Europeiska gemenskapen. Wilson hade inledningsvis varit tveksam till medlemskap i Europeiska ekonomiska gemenskapen (EEG), men svängde i frågan och ansökte om medlemskap i maj 1967 i syfte att förbättra den brittiska ekonomin. Efter en inledande tvekan lämnade Wilsons regering i maj 1967 in Storbritanniens andra ansökan om medlemskap i Europeiska gemenskapen. de Gaulle lade in sitt veto mot det i november 1967. Efter att de Gaulle förlorat makten förhandlade den konservative premiärministern Edward Heath om Storbritanniens inträde i EG 1973.
Wilson, som var i opposition, visade politisk uppfinningsrikedom när han utarbetade en ståndpunkt som båda sidor av partiet kunde enas om, och motsatte sig de villkor som Heath förhandlade fram, men inte medlemskap i princip. Labours manifest från 1974 innehöll ett löfte om att omförhandla villkoren för Storbritanniens medlemskap och sedan hålla en folkomröstning om huruvida man skulle stanna kvar i EG på de nya villkoren. Detta var en konstitutionell procedur som saknar motstycke i brittisk historia.
Efter Wilsons återkomst till makten 1974 genomfördes omförhandlingarna med Storbritanniens kolleger i EG av Wilson själv i samarbete med utrikesminister James Callaghan, och de reste runt i Europas huvudstäder och träffade sina europeiska motparter. Diskussionerna inriktades främst på Storbritanniens nettobidrag till EU:s offentliga finanser. Som en liten jordbruksproducent som var starkt beroende av import drabbades Storbritannien dubbelt av dominansen av:
i) jordbruksutgifterna i EG:s budget,
ii) Importskatter på jordbruksprodukter som en källa till EG:s inkomster.
Under omförhandlingarna gick andra EEG-medlemmar med på att inrätta en betydande europeisk utvecklingsfond (ERUF), som en partiell kompensation, från vilken man kom överens om att Storbritannien skulle bli en stor nettomottagare.
I stället för den normala brittiska traditionen av "kollektivt ansvar", enligt vilken regeringen intar en politisk ståndpunkt som alla kabinettsmedlemmar är skyldiga att stödja offentligt, var regeringsmedlemmarna fria att lägga fram sina åsikter på båda sidor av frågan. Väljarna röstade den 5 juni 1975 med stor majoritet för ett fortsatt medlemskap.

#### Asien

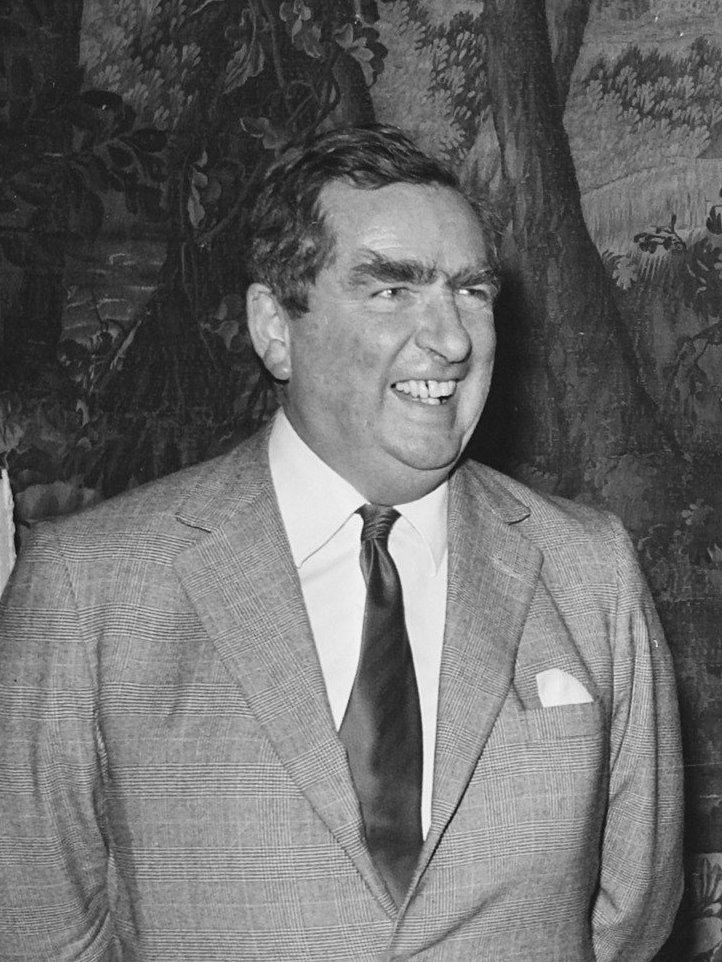
Denis Healey var försvarsminister i Wilsons första ministär 1964-1970, och finansminister åren 1974-79.

Den amerikanska militära inblandningen i Vietnam eskalerade kontinuerligt från 1964 till 1968 och president Lyndon B. Johnson utövade påtryckningar för att få till stånd åtminstone en symbolisk inblandning av brittiska militära enheter. Wilson undvek konsekvent alla åtaganden från de brittiska styrkorna och angav som skäl brittiska militära åtaganden till Malayakrisen och brittiskt medordförandeskap vid Genèvekonferensen 1954.
Hans regering erbjöd ett visst retoriskt stöd för USA:s ståndpunkt (mest framträdande i det försvar som utrikesminister Michael Stewart erbjöd i en mycket omskriven "teach-in" eller debatt om Vietnam). Vid åtminstone ett tillfälle gjorde den brittiska regeringen ett misslyckat försök att medla i konflikten, och Wilson diskuterade fredsförslag med Aleksej Kosygin, ordförande för Sovjetunionens ministerråd. Den 28 juni 1966 tog Wilson "avstånd" från den amerikanska bombningen av städerna Hanoi och Haiphong. I sina memoarer skriver Wilson om att "sälja LBJ a bum steer", en referens till Johnsons rötter i Texas, som frammanade bilder av boskap och cowboys i brittiska sinnen.
En del av det pris som Wilson betalade efter samtal med president Johnson i juni 1967 för USA:s hjälp med den brittiska ekonomin var hans överenskommelse om att upprätthålla en militär närvaro öster om Suez. I juli 1967 meddelade försvarsminister Denis Healey att Storbritannien skulle överge sina fastlandsbaser öster om Suez 1977, även om luftburna styrkor skulle behållas som vid behov kunde sättas in i regionen. Kort därefter, i januari 1968, meddelade Wilson att den föreslagna tidtabellen för detta tillbakadragande skulle påskyndas och att brittiska styrkor skulle dras tillbaka från Singapore, Malaysia och Persiska viken i slutet av 1971.
Wilson var känd för sina starkt pro-israeliska åsikter. Han var en särskild vän till Israels premiärminister Golda Meir, även om hennes ämbetsperiod till stor del sammanföll med Wilsons uppehåll 1970-1974. En annan medarbetare var den västtyske förbundskanslern Willy Brandt; alla tre var medlemmar i Socialistinternationalen.

#### Afrika
Den brittiska "reträtten från imperiet" hade gjort framsteg 1964 och skulle fortsätta under Wilsons administration. Sydrhodesia blev inte självständigt, främst på grund av att Wilson vägrade att ge självständighet till den vita minoritetsregeringen ledd av den rhodesiske premiärministern Ian Smith, som inte var villig att ge den infödda afrikanska befolkningen obegränsad rösträtt. Smiths trotsiga svar var en ensidig självständighetsförklaring den 11 november 1965. Wilson vände sig omedelbart till FN och 1965 införde säkerhetsrådet sanktioner som skulle gälla fram till den officiella självständigheten 1979. Detta innebar att brittiska krigsfartyg blockerade hamnen i Beira för att försöka orsaka ekonomisk kollaps i Rhodesia. Wilson applåderades av de flesta nationer för att ha intagit en fast ståndpunkt i frågan (och ingen av dem gav diplomatiskt erkännande till Smiths regim). Ett antal nationer anslöt sig inte till sanktionerna, vilket undergrävde deras effektivitet. Vissa delar av den allmänna opinionen började ifrågasätta deras effektivitet och kräva att regimen skulle störtas med våld. Wilson vägrade att ingripa i Rhodesia med militär styrka, eftersom han trodde att den brittiska befolkningen inte skulle stödja en sådan aktion mot deras "nära och kära". De två ledarna möttes för diskussioner ombord på de brittiska krigsfartygen Tiger 1966 och Fearless 1968. Smith angrep senare Wilson i sina memoarer och anklagade honom för att förhala taktiken under förhandlingarna och påstod att han var dubbelspelad. Wilson svarade på samma sätt, ifrågasatte Smiths goda tro och antydde att Smith hade flyttat målstolparna varje gång en uppgörelse dök upp i sikte. Frågan var fortfarande olöst när Wilson avgick 1976. Wilson hade en god relation med Siaka Stevens från Sierra Leone. De två ledarna försökte samarbeta för att finna en lösning på frågan om Biafra i Nigeria. Men trots detta skickade den brittiska regeringen aktivt vapen, ammunition och annan utrustning till den nigerianska militärjuntan, och förnekade konsekvent att den nigerianska regeringen skulle ha gjort något fel: den nigerianska författaren Chinua Achebe skrev att detta kan ha kostat honom hans position.

### Valnederlag och avgång
År 1969 led Labourpartiet allvarliga valnederlag och vid årsskiftet 1970 hade man förlorat totalt 16 mandat i fyllnadsval sedan det föregående valet.
1970 visade ekonomin tecken på förbättring, och i maj samma år hade Labour gått om de konservativa i opinionsmätningarna. Wilson reagerade på denna uppenbara återhämtning i sin regerings popularitet genom att utlysa nyval, men till de flesta observatörers förvåning besegrades han av de konservativa under Heath. De flesta opinionsundersökningar hade förutspått en seger för Labour, och en opinionsundersökning sex dagar före valet visade en ledning på 12,4% för Labour. I en artikel efter valet skrev The Times-journalisten George Clark att 1970 års tävling skulle "bli ihågkommen som det tillfälle då det brittiska folket kastade resultaten av opinionsundersökningarna tillbaka i ansiktet på opinionsundersökarna och i valbåsen bevisade att de hade fel – de flesta av dem hade fel". Heath och de konservativa hade attackerat Wilson för ekonomin. Mot slutet av kampanjen gav dåliga handelssiffror för maj månad tyngd åt Heaths kampanj och han hävdade att en seger för Labour skulle resultera i en ytterligare devalvering. Wilson ansåg att Heaths påståenden var "oansvariga" och "skadliga för nationen". I slutändan ledde dock valet till att Labours röstandel sjönk till den lägsta nivån sedan 1935. Flera framstående Labourpolitiker förlorade sina platser, särskilt George Brown som fortfarande var vice partiledare för Labourpartiet.

## I opposition (1970–1974)
Efter valet och Labours efterföljande nederlag fortsatte Wilson som ledare för Labourpartiet i opposition. I augusti 1973, när han var på semester på Scillyöarna, försökte han gå ombord på en motorbåt från en jolle och klev i havet. Han kunde inte ta sig upp i båten och blev liggande i det kalla vattnet i mer än en halvtimme och hängde på motorbåtens fendrar. Han var nära döden innan han räddades av Paul Wolff, far till författaren Isabel Wolff. När ryktet om händelsen blev offentligt månaden därpå tonade Wilson ner allvaret. Det togs upp av pressen och resulterade i en del förlägenhet. Hans pressekreterare Joe Haines försökte avleda en del av kommentarerna genom att skylla problemet på Wilsons hund Paddy.
I början av 1974 blev Wilson offer för ett personbedrägeri. En fastighetsutvecklare i Staffordshire, Ronald Milhench, förfalskade ett brev som påstods vara från den tidigare premiärministern. Milhench var inblandad i förhandlingar om en fastighetsaffär. Oförmögen att tillhandahålla finansiering träffade han en journalist som hävdade att Wilson var inblandad i affären. Milhench hävdade vidare att han ville utdela "ett hårt slag" mot Labours chanser att bli vald och att han kunde sälja brevet för 25 000 pund. I november 1974 dömdes Milhench för förfalskning, stöld och innehav av skjutvapen.
De ekonomiska förhållandena under 1970-talet blev allt svårare för Storbritannien och många andra västerländska ekonomier som ett resultat av Nixonchocken och oljekrisen 1973, och Heath-regeringen i sin tur drabbades av ekonomiska motgångar och industriell oro (särskilt konfrontationen med kolgruvearbetarna som ledde till tredagarsveckan) mot slutet av 1973, och den 7 februari 1974 (medan krisen fortfarande pågick) utlyste Heath nyval till den 28 februari.

## Den andra Wilson-regeringen (1974–1976)
Labour vann fler mandat ( 301 dock färre röster) än det konservativa partiet (297 mandat men fler röster) i valet i februari 1974, vilket resulterade i ett hängt parlament. Eftersom Heath inte lyckades övertala liberalerna att bilda en koalition återvände Wilson till 10 Downing Street den 4 mars 1974 som premiärminister i en Labour-minoritetsregering. Han fick majoritet med tre mandat i ett annat val senare samma år, den 10 oktober 1974.

### Folkomröstningen i Europaparlamentet 1975
En av de viktigaste frågorna som togs upp under hans andra period vid makten var folkomröstningen om brittiskt medlemskap i Europeiska gemenskapen (EG) som ägde rum i juni 1975: Labour hade i sitt manifest från februari 1974 lovat att omförhandla villkoren för Storbritanniens anslutning till EG, och sedan samråda med allmänheten i en folkomröstning om huruvida Storbritannien skulle stanna kvar på de nya villkoren. Trots att regeringen rekommenderade en omröstning för ett fortsatt medlemskap var regeringen splittrad i frågan, och ministrarna tilläts kampanja på olika sidor av frågan. Folkomröstningen i juni 1975 resulterade i en majoritet på nästan två mot en (67% röstade för) för att Storbritannien skulle stanna kvar i EG. Ett annat resultat av omröstningen var att motsättningarna inom partiet minskade.

### Inrikes ekonomi
Den andra Wilson-regeringen gjorde ett stort åtagande för expansionen av den brittiska välfärdsstaten, med ökade utgifter för utbildning, hälsovård och bostadshyror. För att betala för det införde man kontroller och höjde skatterna för de rika. Den upphävde delvis 1971 års sänkning av den högsta skattesatsen från 90% till 75%, och höjde den till 83% i den första budgeten från den nye finansministern Denis Healey, som trädde i kraft i april 1974. Man införde också ett tillägg för kapitalinkomster som höjde den högsta skattesatsen på kapitalinkomster till 98%, den högsta nivån sedan andra världskriget.
Trots sina framgångar inom socialpolitiken hamnade Wilsons regering under lupp 1975 för ökningen av arbetslösheten, och det totala antalet arbetslösa britter passerade en miljon i april samma år.
Wilsons andra regering tillträdde vid en orolig tid för den brittiska ekonomin, på grund av en global lågkonjunktur och stagflation, till stor del på grund av oljekrisen 1973, och även den föregående regeringens inflationsdrivande försök att öka tillväxten. För att hantera inflationen (som nådde en topp på 26% 1975) förhandlade regeringen fram ett "socialt kontrakt" med fackföreningskongressen för att genomföra en frivillig inkomstpolitik, där löneökningarna hölls nere inom de gränser som regeringen hade fastställt. Denna politik fungerade med rimlig framgång under de närmaste åren, och inflationen sjönk till ensiffriga tal 1978. 1976 var lågkonjunkturen över och den ekonomiska återhämtningen inleddes, 1978/79 hade levnadsstandarden återhämtat sig till den nivå den hade varit 1973/74. Labourregeringarna på 1970-talet lyckades dock skydda levnadsstandarden för många människor från de värsta effekterna av lågkonjunkturen och den höga inflationen, och pensionerna ökade med 20 procent i reala termer mellan 1974 och 1979, samtidigt som åtgärder som hyres- och priskontroller och livsmedels- och transportsubventioner mildrade de negativa effekterna på levnadsstandarden för många fler människor.
Regeringens industripolitik påverkades i hög grad av ekonomen Stuart Holland och industriministern Tony Benn. Kärnan i politiken var National Enterprise Board (NEB), som inrättades 1975 och som syftade till att kanalisera offentliga investeringar till industrin i utbyte mot att de andelar i privata företag. National Enterprise Board syftade till att utvidga det offentliga ägandet av ekonomin och till att investera i industrins förnyelse, men i praktiken blev en av dess huvuduppgifter att stödja företag som British Leyland på obestånd. Regeringen fortsatte också sin politik för att främja regional utveckling genom att höja de regionala sysselsättningspremierna, som hade inrättats för första gången 1967.

### Nordirland
Wilsons tidigare regering hade bevittnat utbrottet av The Troubles i Nordirland. Som svar på en begäran från Nordirlands regering gick Wilson med på att sätta in den brittiska armén i augusti 1969 för att återställa freden.
När Wilson inte var premiärminister i slutet av 1971 hade han formulerat ett 15-årigt program i 16 punkter som var utformat för att bana väg för Irlands enande. Förslaget antogs inte av den dåvarande regeringen Heath.
I maj 1974, när Wilson var tillbaka i ämbetet som ledare för en minoritetsregering, fördömde han den unionistkontrollerade strejken i Ulster Workers Council som en "sekteristisk strejk". Han vägrade att pressa en motvillig brittisk armé att möta de Ulsterlojalistiska paramilitärerna som skrämde arbetare inom allmännyttiga tjänster. I ett TV-sänt tal senare kallade han de regeringstrogna strejkande och deras anhängare för "svampar" som förväntade sig att Storbritannien skulle betala för deras livsstil. Strejken lyckades till slut knäcka den maktdelande nordirländska regeringen.
Den 11 september 2008 påstod BBC Radio 4:s program Document att de hade avslöjat en hemlig plan – med kodnamnet Doomsday – som gick ut på att klippa alla Storbritanniens konstitutionella band med Nordirland och omvandla provinsen till ett självständigt herravälde. Dokumentet fortsatte med att hävda att planen Doomsday främst utformades av Wilson och hölls som en väl bevarad hemlighet. Planen påstås sedan ha tappat fart, delvis på grund av varningar från utrikesministern James Callaghan och den irländske utrikesministern Garret FitzGerald som medgav att den 12 000 man starka irländska armén skulle vara oförmögen att hantera ett inbördeskrig. Senare talade och skrev Callaghan uppgivet om utsikterna till en brittisk-härledd lösning på Nordirlandsfrågan, och stödde en liknande plan för att driva Nordirland mot självständighet. [153]
1975 erbjöd Wilson i hemlighet Libyens diktator Muammar al-Gaddafi 14 miljoner pund för att sluta beväpna den provisoriska irländska republikanska armén, men Gaddafi krävde en mycket större summa pengar. Detta erbjudande blev inte allmänt känt förrän 2009.

### Avgång

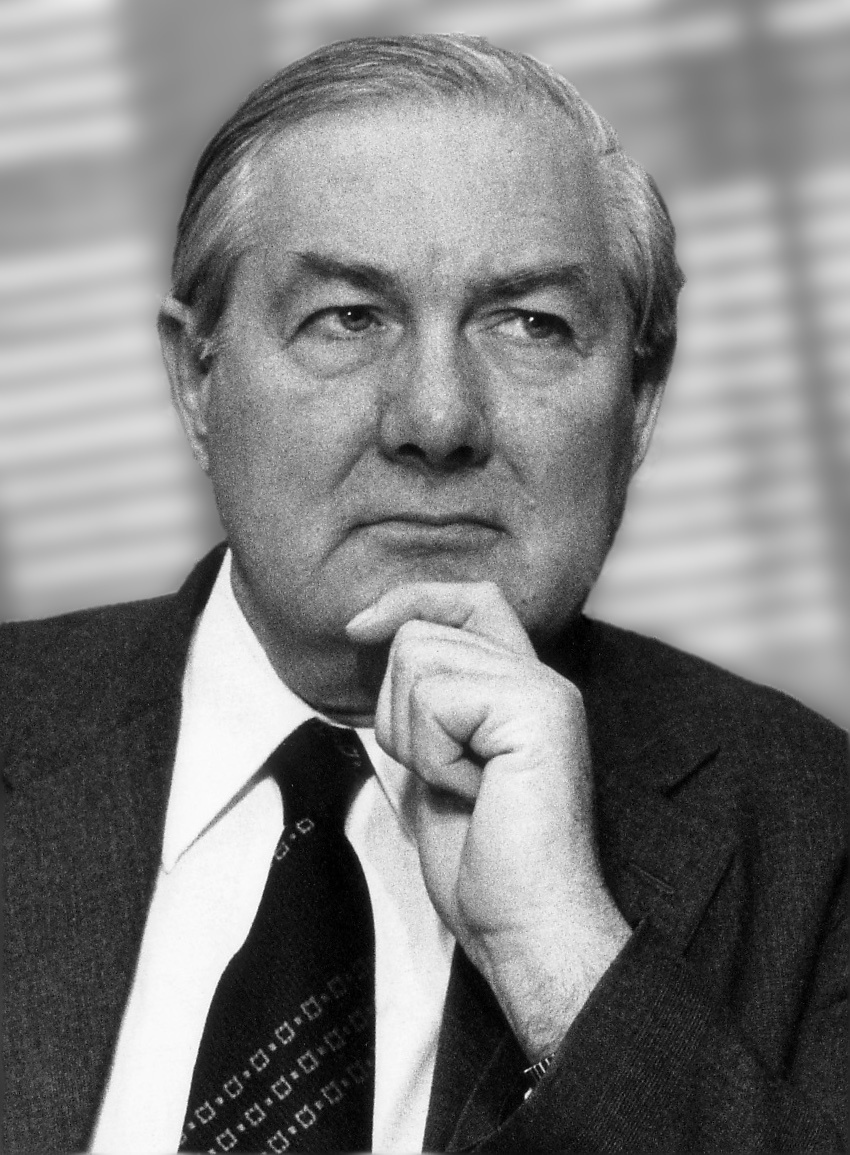
James Callaghan efterträdde Harold Wilson som partiledare och premiärminister 1976. Han ville föryngra sitt kabinett men i själva verket var han fyra år äldre än Wilson.

När Wilson tillträdde som premiärminister för andra gången hade han privat erkänt att han hade förlorat sin entusiasm för rollen, och berättade för en nära rådgivare 1974 att "Jag har varit runt den här galoppbanan så ofta att jag inte kan skapa någon mer entusiasm för att hoppa fler hinder." Den 16 mars 1976 meddelade Wilson att han skulle avgå som premiärminister, med verkan den 5 april. Han hävdade att han hela tiden hade planerat att avgå vid 60 års ålder och att han var fysiskt och psykiskt utmattad. Så tidigt som i slutet av 1960-talet hade han berättat för förtrogna, som sin läkare Sir Joseph Stone (senare Lord Stone of Hendon), att han inte hade för avsikt att tjäna mer än åtta eller nio år som premiärminister. Vid denna tidpunkt var det tre år kvar till nästa val och regeringen skulle strax lägga fram en budget, så avgångsbeskedet kom mycket överraskande.
Roy Jenkins har föreslagit att Wilson delvis kan ha motiverats av den avsmak för politik som hans lojala och tålmodiga hustru Mary kände. Hans läkare hade upptäckt problem som senare skulle diagnostiseras som tjocktarmscancer, och Wilson hade börjat dricka konjak under dagen för att hantera stress. År 1976 kunde han redan ha varit medveten om de första stadierna av tidig Alzheimers sjukdom, som skulle få hans tidigare utmärkta minne och hans koncentrationsförmåga att svikta dramatiskt.
Wilsons avskedsutmärkelse inkluderade många affärsmän och kändisar, inklusive många av hans politiska anhängare. Hans val av utnämningar orsakade bestående skador på hans rykte, och förvärrades av påståendet att det första utkastet till listan hade skrivits av hans politiska sekreterare Marcia Williams på lavendelpapper (det blev känt som "Lavenderlistan"). Roy Jenkins noterade att Wilsons avgång "vanställdes av hans, i bästa fall, excentriska avgångsbetygelser, som gav pärsvärdigheter eller riddartitlar till några äventyrliga affärsherrar, av vilka flera varken stod honom eller Labourpartiet nära". Några av dem som Wilson hedrade var Lord Kagan, uppfinnaren av tygmaterialet Gannex (Wilsons favoriserade regnrock), som så småningom fängslades för bedrägeri, och Sir Eric Miller, som senare begick självmord medan han var under polisutredning för korruption.
Labourpartiet höll ett val för att ersätta Wilson som partiledare och därmed premiärminister. Sex kandidater ställde upp i den första valomgången; i röstordning var de: Michael Foot, James Callaghan, Roy Jenkins, Tony Benn, Denis Healey och Anthony Crosland. I den tredje omröstningen den 5 april besegrade Callaghan Foot i en parlamentsomröstning med 176 mot 137, och tjänstgjorde som premiärminister fram till maj 1979.
Eftersom Wilson ville fortsätta som parlamentsledamot efter att ha lämnat sitt ämbete fick han inte omedelbart den pärsvärdighet som vanligtvis erbjuds pensionerade premiärministrar, utan blev istället utnämnd till Knight Companion of the Garter. Han ställde upp i ett sista val 1979 där han återvaldes som parlamentsledamot för Huyton. Efter att ha lämnat Underhuset före valet 1983, efter 38 års tjänst, tilldelades han värdigheten Life peer som baron Wilson av Rievaulx, av Kirklees i grevskapet West Yorkshire, efter Rievaulx Abbey, i norra delen av sin hemstad Yorkshire. Kirklees syftar på hans hemadress Huddersfield och är inte en del av hans titel.

## De sista åren (1976–1995)

### Pensionering
Han utsågs 1976 till ordförande för kommittén för översyn av finansinstitutens funktion (Wilson-kommittén), som rapporterade i juni 1980.
Kort efter att han avgått som premiärminister engagerade David Frost Wilson för att vara värd för en rad intervju- och pratprogram. Pilotavsnittet visade sig vara en flopp eftersom Wilson verkade obekväm med formatets informalitet. Wilson var också värd för två upplagor av BBC:s chattshow Friday Night, Saturday Morning. Han blev känd för att ha misslyckats i rollen, och år 2000 valde Channel 4 ett av hans framträdanden som ett av "100 ögonblick av TV-helvetet".

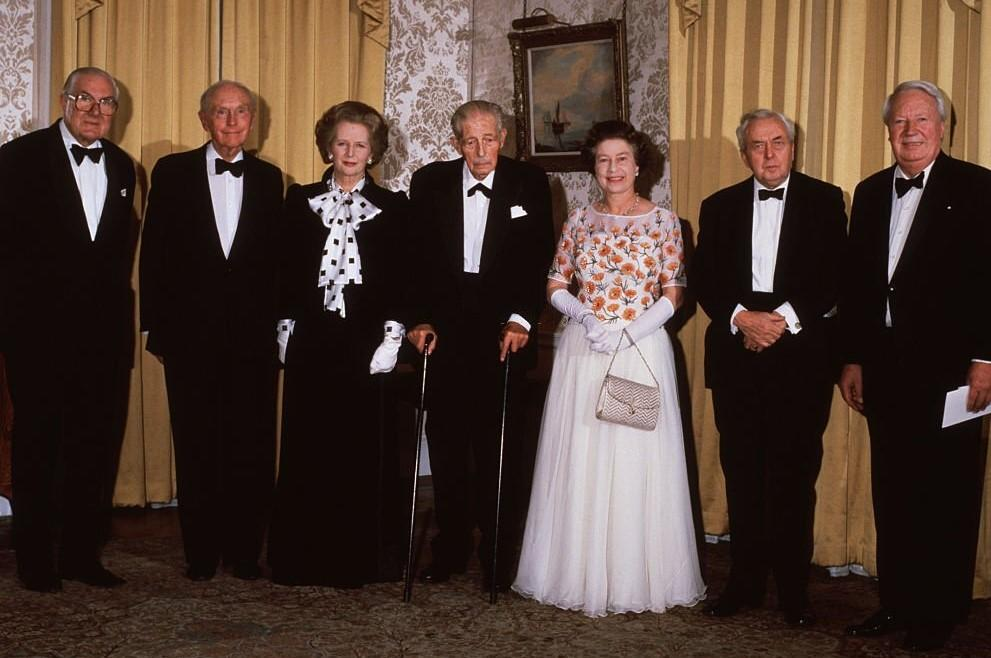
Drottning Elizabeth II med sex av sina premiärministrar. 1985 var det 250 år sedan Robert Walpole flyttade in på 10 Downing Street. För att fira minnet bjöd sittande premiärministern Margaret Thatcher in drottningen och de fem överlevande föregångarna i ämnbetet. Från vänster: James Callaghan, Alec Douglas-Home, Margaret Thatcher, Harold Macmillan, drottning Elizabeth, Harold Wilson och Edward Heath.

Wilson var en livslång beundare av Gilbert och Sullivan och 1975 gick han med i styrelsen för D'Oyly Carte Trust på inbjudan av Sir Hugh Wontner, som då var Londons borgmästare. Julen 1978 medverkade Wilson i Morecambe and Wise Christmas Special. Eric Morecambes vana att inte verka känna igen gäststjärnorna återgäldades av Wilson, som genomgående refererade till honom som "Morry-camby" (det felaktiga uttalet av Morecambes namn som Ed Sullivan gjorde när de två medverkade i hans berömda amerikanska TV-show). Wilson dök upp i programmet igen 1980.
Wilson var inte särskilt aktiv i Överhuset, även om han tog initiativ till en debatt om arbetslösheten i maj 1984. Hans sista tal var i en debatt om lotsning i flottan 1986, då han uttalade sig i egenskap av äldre medlemsbror till Trinity House. Samma år spelade han sig själv som premiärminister i ett drama från Anglia Television, Inside Story.
Wilson led av framskridande Alzheimers-relaterad demens under sina pensionsår, vilket gjorde det svårt för honom att tjäna en inkomst på sin erfarenhet som tidigare premiärminister genom att skriva böcker och hålla tal. Hans tidigare pressekreterare Joe Haines säger: "Han hade aldrig mycket egna pengar. På grund av sitt mentala tillstånd kunde han inte skriva artiklar eller hålla tal, och hans inkomst skulle ha varit hans pension som före detta premiärminister", vilket Haines sa var en "jämförelsevis liten summa" eftersom konservativa och liberala före detta premiärministrar vanligtvis var aristokrater som hade sin egen förmögenhet eller skulle dra nytta av rika välgörare och genom att bli utsedda till bolagsstyrelser, och behövde därmed inte förlita sig på sina parlamentariska pensioner för att försörja sig. En av Wilsons efterträdare som Labourledare, Neil Kinnock, sa till The Guardian: "Jag hörde historier om att han försökte hålla tal för pengar men misslyckades eftersom han hade förlorat sitt flyt." Så småningom försökte Wilson sälja sina personliga papper till McMaster University i Kanada för 212 500 pund för att finansiera kostnaderna för sin sjukvård. Detta arrangemang ansågs olämpligt av regeringen och istället arrangerades det 1991 att anonyma donatorer skulle tillhandahålla medel så att Bodleian Library i Oxford kunde köpa Wilsons papper för att behålla dem i Storbritannien samtidigt som intäkterna tilläts att inrätta en fond för Wilson och hans fru.

### Död

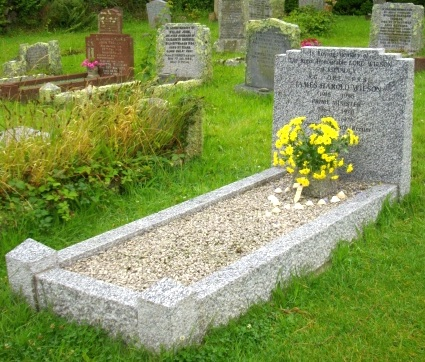
Wilsons grav på St Mary's, Scillyöarna

Wilson fortsatte att regelbundet besöka Överhuset fram till drygt ett år före sin död. Det sista sammanträdet han deltog i var den 27 april 1994. Han lät sig fotograferas tillsammans med andra Labourlorder den 15 juni 1994, knappt ett år före sin död. Han dog av tjocktarmscancer och Alzheimers sjukdom den 23 maj 1995, 79 år gammal.
Många i underhuset gjorde hyllningar. Premiärminister John Major kallade honom en "formidabel politisk motståndare" och avslutade sitt tal med följande ord: "Hur var Harold Wilson egentligen? Jag har bildat mig en uppfattning. Han var en komplex man, förvisso, en klok man, en känslig man, en man som kunde bli blåslagen och sårad och som aldrig bar den fiktiva politikerns bältdjurshud. Han var en man med många bedrifter och kanske framför allt en mycket mänsklig man som tjänade sitt land väl och hedervärt och som därigenom har förtjänat en säker plats i dess historia. I livets huvudbok är hans kreditsaldo mycket högt. Det är ett privilegium för mig, som en av hans politiska motståndare till namnet, att ge honom denna hyllning och jag gör det utan förbehåll."
Wilsons minnesstund hölls i Westminster Abbey den 13 juli 1995. I mötet deltog Charles, prins av Wales, de tidigare premiärministrarna Edward Heath, James Callaghan och Margaret Thatcher, den sittande premiärministern John Major och Tony Blair, då oppositionsledare och senare premiärminister. Wilson begravdes i St Mary's Old Church, St Mary's, Scillyöarna, den 6 juni, en av bara två brittiska premiärministrer inte begravede på fastlandet (övriga är den 3:e earl av Bute). Hans epitafium är Tempus Imperator Rerum (Tiden, tingens befälhavare).

## Privatliv

Mary Wilson (1916-2018)

På nyårsdagen 1940 i kapellet på Mansfield College i Oxford gifte han sig med Mary Baldwin, som han förblev gift med till sin död. Mary Wilson blev en publicerad poet och överlevde sin make med 23 år. Hon avled den 6 juni 2018 i en ålder av 102 år. De fick två söner, Robin och Giles (uppkallade efter akademiern Giles Alington); Robin blev professor i matematik och Giles blev lärare och senare lokförare. I tjugoårsåldern utsattes hans söner för kidnappningshot från IRA på grund av deras fars framträdande roll.
I april 2024 avslöjade Joe Haines, som hade fungerat som Wilsons pressekreterare under hans tid som premiärminister, att Wilson hade haft en affär med Haines ställföreträdare Janet Hewlett-Davies under sina två sista år som premiärminister. Hewlett-Davies avled 85 år gammal i oktober 2023. I ett tal på BBC Radio 4:s program Today sa Wilsons tidigare rådgivare Bernard Donoughue att affären hade gett "lite solsken vid solnedgången" för Wilson, som blev "alltmer paranoid när det gällde säkerhetstjänsten", hade att göra med politiska svårigheter och möjligen befann sig i ett tidigt stadium av demens.

## Arv

### Politisk stil
Wilson betraktade sig själv som en "man av folket" och gjorde mycket för att främja denna image, genom att kontrastera sig mot de stereotypa aristokratiska konservativa och andra statsmän som hade föregått honom, som ett exempel på social rörlighet. Han behöll i stort sett sin Yorkshire-accent. Andra egenskaper i denna personlighet var arbetarmannens Gannex-regnrock, hans pipa (British Pipesmokers' Council röstade fram honom till "Pipe Smoker of the Year" 1965 och "Pipeman of the Decade" 1976, även om han privat föredrog cigarrer), hans kärlek till enkel matlagning och förkärlek för den populära brittiska kryddsåsen HP Sauce, och hans stöd för sin hemstads fotbollslag. Huddersfield Town. Hans första valseger förlitade sig i hög grad på att han förknippade dessa jordnära egenskaper med en känsla av att Storbritannien var i akut behov av att moderniseras efter "tretton år av Tories vanstyre".
Wilson visade sin populistiska touch i juni 1965 när han hedrade popgruppen Beatles med utmärkelsen MBE. Priset var populärt bland unga och bidrog till en känsla av att statsministern hade "kontakt" med den yngre generationen. Det förekom en del protester från konservativa och äldre militärer som tidigare fått utmärkelsen, men dessa demonstranter var i minoritet. Kritiker hävdade att Wilson agerade för att värva röster till nästa allmänna val (som ägde rum mindre än ett år senare), men försvarare noterade att eftersom den lägsta rösträttsåldern vid den tiden var 21 år, var det knappast troligt att detta skulle påverka många av Beatles fans som vid den tiden främst var tonåringar. Det cementerade bilden av Wilson som en modernistisk ledare och knöt honom till den spirande stoltheten över det "nya Storbritannien" som Beatles symboliserade. The Beatles omnämnanden om Wilson var ganska negativt och de namngav både honom och hans motståndare Edward Heath i George Harrisons låt "Taxman", inledningen till 1966 års Revolver – inspelad och utgiven efter MBE.
År 1967 hade Wilson en annan interaktion med en musikalisk ensemble. Han stämde popgruppen The Move för förtal efter att bandets manager Tony Secunda publicerat ett reklamvykort för singeln "Flowers in the Rain", med en karikatyr av Wilson i sängen med sin kvinnliga assistent Marcia Williams. Skvaller hade antytt ett olämpligt förhållande, även om dessa rykten aldrig bekräftades. Wilson vann målet, och alla royalties från låten (komponerad av Move-ledaren Roy Wood) gick för all framtid till en välgörenhetsorganisation som Wilson valde.
Wilson myntade termen "Selsdon Man" för att hänvisa till den liberala marknadspolitik som fördes av den konservative ledaren Edward Heath, och som utvecklades vid ett politiskt möte som hölls på Selsdon Park Hotel i början av 1970. Denna fras, som var avsedd att frammana de "primitiva återgångarna" hos antropologiska upptäckter som Piltdown Man och Swanscombe Man, var en del av en brittisk politisk tradition av att hänvisa till politiska trender genom att lägga suffixet "man". Andra minnesvärda fraser som tillskrivs Wilson är "den vita hettan från den [teknologiska] revolutionen" och "en vecka är en lång tid i politiken", vilket betyder att politiska öden kan förändras extremt snabbt. I sin TV-sändning efter devalveringen av pundet 1967 sa Wilson: "Detta betyder inte att pundet här i Storbritannien – i din ficka eller handväska – är värt mindre" och frasen "pundet i din ficka" fick därefter ett eget liv.

### Anseende
Trots hans framgångar tog det lång tid för Wilsons rykte att återhämta sig från den låga nivå som nåddes efter hans andra premiärministerskap. Återuppstarten av Labourpartiet skulle ta större delen av två decennier i händerna på Neil Kinnock, John Smith och, valmässigt och mest avgörande, Tony Blair. Desillusionering över Storbritanniens svaga ekonomiska utveckling och problematiska arbetsmarknadsrelationer, i kombination med kampanjer av personer som Sir Keith Joseph, hade bidragit till att göra ett radikalt marknadsprogram politiskt genomförbart för Margaret Thatcher (vilket i sin tur skulle komma att påverka det efterföljande Labourledarskapet, särskilt under Blair). En opinionsundersökning i september 2011 visade att Wilson kom på tredje plats när de tillfrågade ombads att utse den bästa ledaren för Labourpartiet efter kriget. Han blev endast slagen av John Smith och Tony Blair.
Enligt Glen O'Hara 2006:
En stor del av besvikelsen över Harold Wilson som Labours ledare och premiärminister berodde på att han uppfattades som misslyckad på den ekonomiska fronten. Han lovade att inte devalvera pundet, men gjorde precis det 1967; Han lovade att hålla arbetslösheten nere, men hade 1970 accepterat en högre arbetslöshet än vad de konservativa hade lyckats med. En del av elementen i Labours program – betoningen på stadigare tillväxt, till exempel – var förmodligen missriktade. Dessa problem och nederlag har emellertid skymt en del av de verkliga landvinningarna under perioden. Utgifterna för vetenskap och utbildning ökade mycket snabbt. Industriinvesteringarna ökade; Regeringen blev allt mer välinformerad och fick bättre råd om ekonomins utveckling. I en alltmer instabil och snabbt föränderlig ekonomisk miljö visar sig denna regerings ekonomiska meriter vara, om inte enormt imponerande, så åtminstone relativt förtjänstfulla.

## Möjliga komplotter och konspirationsteorier
1963 sägs den sovjetiska avhopparen Anatolij Golitsyn i hemlighet ha hävdat att Wilson var en KGB-agent. Majoriteten av underrättelseofficerarna trodde inte att Golitsyn var trovärdig i detta och flera andra påståenden, men ett betydande antal gjorde det (främst James Jesus Angleton, biträdande chef för kontraspionage vid USA:s CIA) och fraktionsstrider bröt ut mellan de två grupperna. Den före detta MI5-officeren Peter Wright hävdade i sina memoarer Spycatcher att 30 MI5-agenter sedan samarbetade i ett försök att underminera Wilson. Han tog senare tillbaka det påståendet och sa att det bara fanns en man.
I mars 1987 hävdade James Miller, en före detta agent, att Ulsterarbetarnas strejk 1974 hade främjats av MI5 för att hjälpa till att destabilisera Wilsons regering. I juli 1987 använde Ken Livingstone, parlamentsledamot för Labour, sitt jungfrutal till att ta upp anklagelserna från 1975 från en före detta pressofficer i Nordirland, Colin Wallace, som också påstod att han hade en komplott för att destabilisera Wilson. Chris Mullin hävdade i ett tal den 23 november 1988 att andra källor än Peter Wright stödde påståenden om ett långvarigt försök av MI5 att underminera Wilsons regering.
I BBC:s TV-program The Plot Against Harold Wilson, som sändes den 16 mars 2006 på BBC Two, påstods det att det förekom hot om en statskupp mot Wilsons regering, vilket bekräftades av den tidens ledande figurer på både vänster- och högerkanten. Wilson berättade för två BBC-journalister, Barrie Penrose och Roger Courtiour, som spelade in mötena på en kassettbandspelare, att han fruktade att han höll på att undermineras av MI5. Första gången var i slutet av 1960-talet efter att Wilson-regeringen devalverade det brittiska pundet, men hotet försvann efter att den konservative ledaren Edward Heath vann valet 1970. Efter den brittiska gruvarbetarstrejken 1972 bestämde sig Heath för att hålla ett val för att förnya sitt mandat som premiärminister i februari 1974, men förlorade knappt mot Wilson. Det talades återigen om en militärkupp, med rykten om Lord Mountbatten som chef för en interimsadministration efter att Wilson hade avsatts. År 1974 ockuperade den brittiska armén Heathrow Airport på grund av träning för eventuella IRA-terroristaktioner på flygplatsen. Även om militären uppgav att detta var en planerad militärövning informerades inte 10 Downing Street i förväg, och Wilson själv tolkade det som en styrkeuppvisning, eller varning, från arméns sida.
Historikern Christopher Andrews officiella historik över MI5, The Defence of the Realm: The Authorized History of MI5, innehöll ett kapitel (sektion E del 4) som specifikt anspelade på en konspiration istället för en komplott mot Wilson på 1970-talet:
Karakteristiken av Harold Wilson som paranoid tar inte hänsyn till den politiska kontexten vid den tiden, som kännetecknades av en paranoid politisk stil i allmänhet som gällde både vänster och höger (inklusive MI5 själv). Wilsons och andras misstänksamhet mot säkerhetstjänstens och andra högerpersoners olagliga verksamhet var ett resultat av konkreta inhemska och internationella utvecklingar som diskuteras mer i detalj nedan. Andrew har rätt i att vara skeptisk, och det finns fortfarande begränsade bevis för en "komplott" om en komplott definieras som en tätt organiserad konspiration på hög nivå med en detaljerad plan. Det finns dock bevis för en konspiration: en löst sammanhängande serie av olagliga manövrer mot en vald regering av en grupp likasinnade figurer.
Generaldirektören för säkerhetstjänsten försäkrade premiärminister Margaret Thatcher, och hon sade till Underhuset den 6 maj 1987:
Han har inte hittat några bevis för någon sanning i anklagelserna. Han har personligen försäkrat mig om att berättelserna är falska. I synnerhet har han informerat mig om att alla de tjänstemän inom säkerhetstjänsten som har intervjuats kategoriskt har förnekat att de var inblandade i, eller var medvetna om, några aktiviteter eller planer på att underminera eller misskreditera Lord Wilson och hans regering när han var premiärminister.
År 2009 hävdade The Defence of the Realm att även om MI5 hade ett register över Wilson från 1945 när han blev parlamentsledamot – eftersom kommunistiska tjänstemän hävdade att han hade liknande politiska sympatier – så fanns det ingen avlyssning av hans hem eller kontor, och ingen konspiration mot honom. År 2010 innehöll tidningsrapporter detaljerade anklagelser om att regeringskansliet hade krävt att avsnittet om avlyssning av 10 Downing Street skulle utelämnas från historiken av "bredare allmänintresseskäl". År 1963, på Harold Macmillans order efter Profumoaffären, avlyssnade MI5 kabinettrummet, väntrummet och premiärministerns arbetsrum tills apparaterna togs bort 1977 på Callaghans order. Från dokumenten är det oklart om Wilson eller Heath kände till buggningen, och inga inspelade samtal sparades av MI5 så möjligen aktiverades buggarna aldrig. Professor Andrew hade tidigare i förordet till historiken noterat att "En betydande excision som ett resultat av dessa [Cabinet Office] krav (i kapitlet om The Wilson Plot) är, tror jag, svår att rättfärdiga", vilket gav trovärdighet åt dessa nya anklagelser.
Som ett resultat av sin oro över faran för den brittiska parlamentariska demokratin utfärdade Wilson instruktioner om att ingen myndighet någonsin skulle avlyssna några parlamentsledamöters telefoner, en policy (som fortfarande gäller) som kom att bli känd som Wilsondoktrinen.

## Utmärkelser
- Financial Times Person of the Year,  1974
- Hedersdoktor,  18 maj 1974[196]
- Strumpebandsorden
- Hedersdoktor vid Bar-Ilan-universitetet
- Officer av Brittiska imperieorden

[Redigera Wikidata]
- Wilson valdes till medlem av Royal Society (FRS) 1969 enligt stadga 12 i sällskapets stadgar, som omfattar personer som har gjort framstående tjänster för vetenskapens sak eller är sådana att deras val skulle vara till stor nytta för sällskapet[197]

- År 2013 tilldelade Bangladeshs regering postumt Wilson utmärkelsen Friends of Liberation War Honour för att ha belyst den svåra situationen för folket i Bangladesh under Bangladeshs befrielsekrig.[198]

### Statyer och andra hyllningar

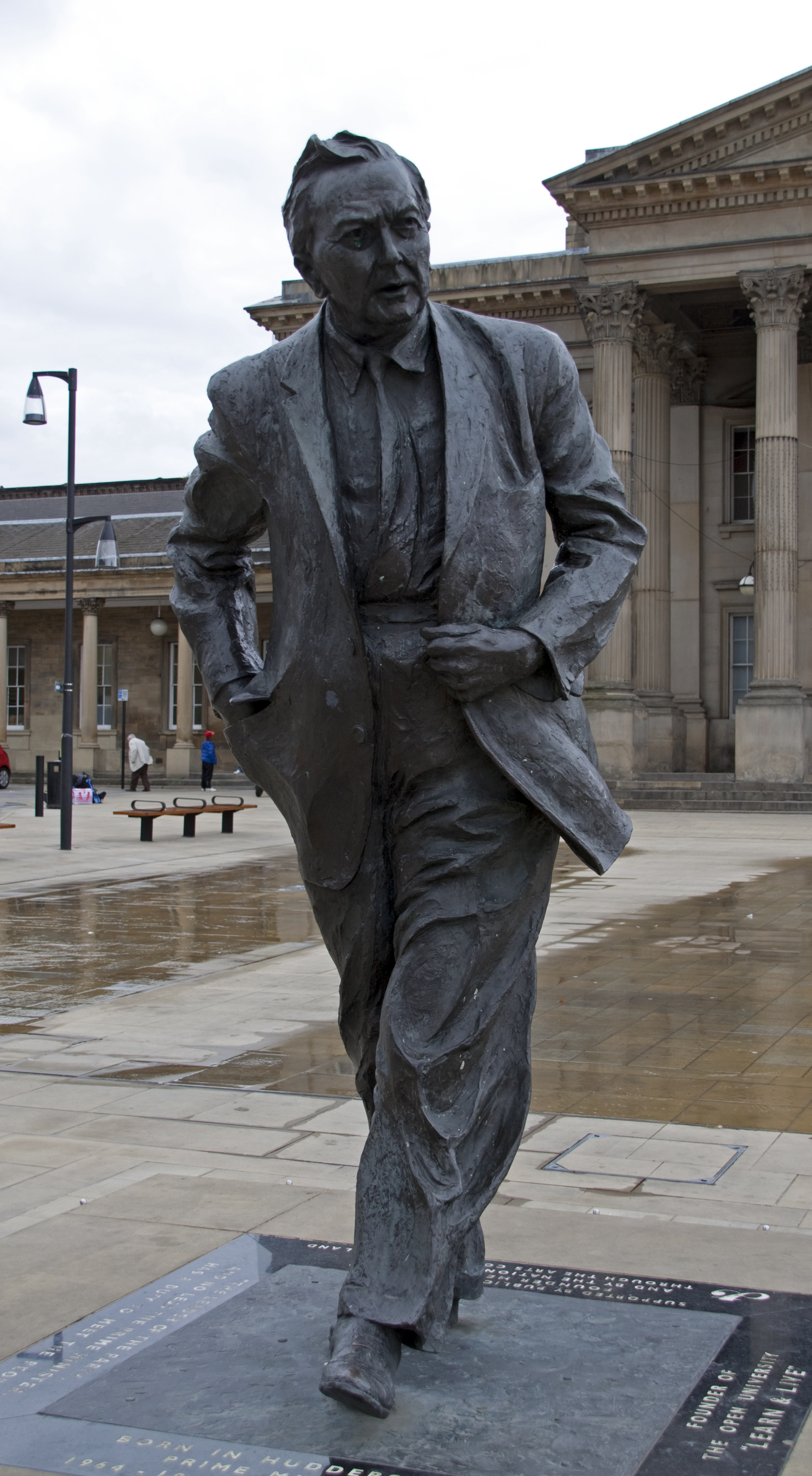
Staty på St George's Square, Huddersfield

Ett porträtt av Harold Wilson, målat av den skotske porträttkonstnären Cowan Dobson, hänger idag på University College i Oxford. Två statyer av Harold Wilson står på framträdande platser. Den första, som avtäcktes av den dåvarande premiärministern Tony Blair i juli 1999, står utanför Huddersfields järnvägsstation på St George's Square i Huddersfield. Statyn, som kostar 70 000 pund, är designad av skulptören Ian Walters och är baserad på fotografier tagna 1964 och avbildar Wilson i gångställning i början av hans första mandatperiod som premiärminister. Hans änka Mary begärde att det åtta meter höga monumentet inte skulle visa Wilson med sin berömda pipa i handen, eftersom hon var rädd att det skulle göra framställningen till en karikatyr.
I september 2006 avtäckte Tony Blair en andra bronsstaty av Wilson i den senares tidigare valkrets Huyton, nära Liverpool. Statyn skapades av skulptören Tom Murphy från Liverpool och Blair hyllade Wilsons arv vid avtäckningen. Han tillade: "Han förde också in en helt ny kultur, ett helt nytt land. Han gjorde landet väldigt, väldigt annorlunda".
År 2006 döptes också en gata i ett nytt bostadsområde i Tividale, West Midlands, till Wilson Drive för att hedra Wilson. Tillsammans med den intilliggande nybyggnationen Callaghan Drive (uppkallad efter James Callaghan) utgjorde den en del av ett stort bostadsområde som utvecklats sedan 1960-talet där alla gator var uppkallade efter tidigare premiärministrar eller högt uppsatta personer i parlamentet.

### Memoarer
- Wilson, Harold. A Personal Record: The Labour Government, 1964–1970 (1971).
- Wilson, Harold. The Labour Government 1964–1970: A Personal Record (1979)

### Biografier
- Farr, Martin. "Wilson, (James) Harold, 1st Baron Wilson 1916–1995." in David Loades, ed., Reader's Guide to British History London: Routledge, 2003. online at Credo Reference; historiography
- Jenkins, Roy (7 January 2016). Wilson, (James) Harold, Baron Wilson of Rievaulx.
- Pimlott, Ben (1992). Harold Wilson. HarperCollins. ISBN 978-0-00-215189-4.; 830pp; a standard scholarly biography.
- Routledge, Paul (2006). Wilson. Series: The 20 British Prime Ministers of the 20th Century. Haus Publishing. ISBN 978-1-904950-68-4.
- Ziegler, Philip (1993). Wilson: The Authorised Life of Lord Wilson of Rievaulx. Weidenfeld & Nicolson. ISBN 978-0-297-81276-0., the authorised biography

### Inrikespolitik
- Blick, Andrew. "Harold Wilson, Labour and the machinery of government". Contemporary British History 20#3 (2006): 343–362.
- Butler, David, and Anthony King. The British General Election of 1964 (1965)
- Butler, David, and M. Pinto-Duschinsky. The British General Election of 1970 (1971).
- Butler, David, and Dennis Kavanagh. The British General Election of February 1974 (1974).
- Butler, David, and Dennis Kavanagh. The British General Election of October 1974 (1975).
- Campbell, John (1987). Nye Bevan and the Mirage of British Socialism. London: Weidenfeld & Nicolson. ISBN 978-0-297-78998-7.
- Childs, David. Britain since 1945: A Political History (7th ed. 2012), pp. 117–161, 179–196. excerpt
- Coopey, Richard, and Steven Fielding. The Wilson Governments, 1964–1970 (1993).
- Davies, Andrew. To build a new Jerusalem: the British Labour movement from the 1880s to the 1990s (1992), pp. 209–231.
- Dell, Edmund. The Chancellors: A History of the Chancellors of the Exchequer, 1945–90 (HarperCollins, 1997) (covers economic policy under the Attlee and Wilson governments)
- Donoughue, Bernard. Prime Minister: the conduct of policy under Harold Wilson and James Callaghan (1987), highly favourable report by insider.
- Dorey, Pete. "'Well, Harold Insists on Having It!'—The Political Struggle to Establish The Open University, 1965–67." Contemporary British History 29#2 (2015): 241–272.
- Fielding, Steven, ed. The Labour governments, 1964–70, volume 1: Labour and cultural change (Manchester UP, 2003).
- Heppell, Timothy. "The Labour Party leadership election of 1963: Explaining the unexpected election of Harold Wilson." Contemporary British History 24.2 (2010): 151–171. online
- Holmes, Martin. The labour government, 1974–79: political aims and economic reality (Macmillan, 1985).
- King, Anthony. The British General Election of 1966 (1966).
- Lapping, Brian. The Labour Government, 1964–70 (Penguin books, 1970).
- Morgan, Kenneth O. The People's Peace: British History 1945–1989 (1990), pp. 239–313.
- O'Hara, Glen. From dreams to disillusionment: economic and social planning in 1960s Britain (Palgrave Macmillan, 2007) online PhD version
- Ponting, Clive. Breach of promise: Labour in power, 1964–1970 (Penguin, 1989).
- Pugh, Martin. Speak for Britain!: A New History of the Labour Party (2010), pp. 319–352.
- Rogers, Chris. "From Social Contract to 'Social Contrick': The Depoliticisation of Economic Policy‐Making under Harold Wilson, 1974–751." British Journal of Politics & International Relations 11#4 (2009): 634–651. online
- Sked, Alan and Chris Cook. Post-War Britain: A Political History (4th ed. 1993), pp. 200–253, 292–311.

### Utrikespolitik
- Colman, Jonathan. A 'Special Relationship'? Harold Wilson, Lyndon B. Johnson, and Anglo-American Relations 'At the Summit', 1964–68 (2004) online Arkiverad 24 September 2018
- Daddow, Oliver J. Harold Wilson and European integration: Britain's second application to join the EEC (Psychology Press, 2003).
- Dockrill, Saki. "Forging the Anglo‐American global defence partnership: Harold Wilson, Lyndon Johnson and the Washington summit, December 1964." Journal of Strategic Studies 23#4 (2000): 107–129.
- Ellis, Sylvia A. "Lyndon Johnson, Harold Wilson and the Vietnam War: A Not So Special Relationship?." in Jonathan Hollowell, ed., Twentieth-Century Anglo-American Relations. (Palgrave Macmillan UK, 2001), pp. 180–204.
- Haeussler, Mathias. "A Pyrrhic Victory: Harold Wilson, Helmut Schmidt, and the British Renegotiation of EC Membership, 1974–5." International History Review 37#4 (2015): 768–789.
- Hughes, Geraint. Harold Wilson's Cold War: The Labour Government and East-West Politics, 1964–1970 (2009)
- Parr, Helen. "A question of leadership: July 1966 and Harold Wilson's European decision." Contemporary British History 19.4 (2005): 437–458.
- Parr, Helen. Britain's Policy Towards the European Community: Harold Wilson and Britain's World Role, 1964–1967 (Routledge, 2005).
- Vickers, Rhiannon. "Harold Wilson, the British Labour Party, and the War in Vietnam." Journal of Cold War Studies 10.2 (2008): 41–70. online
- Young, John W. ed. The Labour governments 1964–1970 volume 2: International policy (2008).

### Historiografi
- Crines, Andrew S., ed. Harold Wilson: The Unprincipled Prime Minister?: A Reappraisal of Harold Wilson (2016). evaluations by scholars and politicians; excerpt
- O'Hara, Glen; Parr, Helen. "The Fall and Rise of a Reputation" Contemporary British History (2006) 20#3, pp. 295–302
- Perkins, Anne. "Labour needs to rethink Harold Wilson's legacy. It still matters" The Guardian, 10 March 2016
- Pimlott, Ben. Frustrate Their Knavish Tricks: Writings on Biography, History and Politics (1994) pp. 31–36.